# Puebla de Lillo
Puebla de Lillo (Pola de Lillo en leonés) es un municipio y villa española de la provincia de León, en la comunidad autónoma de Castilla y León. Cuenta con una población de 654 habitantes (INE 2024). En su término se ubica el pinar de Villaoscura, o de Lillo, con una población de pinos milenarios reconocida a nivel europeo por la Junta de Castilla y León; la estación invernal de San Isidro y cotos de caza y de pesca. El término municipal está incluido en el Parque Regional Montaña de Riaño y Mampodre, hasta octubre de 2019 denominado Parque Regional de Picos de Europa.
Tiene ferias de ganado. A finales de septiembre o principios de octubre se hace la tradicional matanza del cerdo, con una feria de actividades. Sus fiestas son el 4, 5 y 6 de agosto por la Virgen de las Nieves, patrona del pueblo.
Además de la localidad de Puebla de Lillo, normalmente Lillo, donde se encuentran el Ayuntamiento y los servicios, forman el municipio Cofiñal, Redipollos, Solle, San Cibrián de la Somoza, Isoba, Caserios de San Isidro, Puerto y Urbanización de San Isidro y Camposolillo, pueblo abandonado al ser anegadas sus tierras por el embalse del Porma.

## Toponimia
Hasta la reforma de la nomenclatura municipal de 1916 el municipio se llamaba simplemente Lillo. En dicha fecha su nombre fue modificado por el de Puebla de Lillo.
Puebla es un topónimo frecuente en España, suele deber su origen a la fundación o refundación de una villa sobre la base de una carta puebla otorgada por el monarca o, en ocasiones, por cargo eclesiástico. Este parece ser el origen de la primera parte del topónimo de esta localidad, cuyo emplazamiento actual es consecuencia de la repoblación de Alfonso IX de León, con carta Puebla, hacia 1212.
La segunda parte de su topónimo, «Lillo», puede derivarse del latín LILIV que significa lirio.

## Geografía
El municipio de Puebla de Lillo se encuentra en el valle del Porma, al norte de la provincia de León. El territorio abarcado por el municipio está representado en las hojas MTN50 (escala 1:50.000) 79 del Mapa Topográfico Nacional. El Susarón es su pico más importante, con 1878 m sobre el nivel del mar. Al sur del municipio se encuentra el embalse del Porma.
| Noroeste: Aller        | Norte: Caso        | Noreste: Maraña   |
| Oeste: Valdelugueros   |                    | Este: Acebedo     |
| Suroeste Valdelugueros | Sur: Boñar, Reyero | Sureste: Crémenes |

### Hidrografía

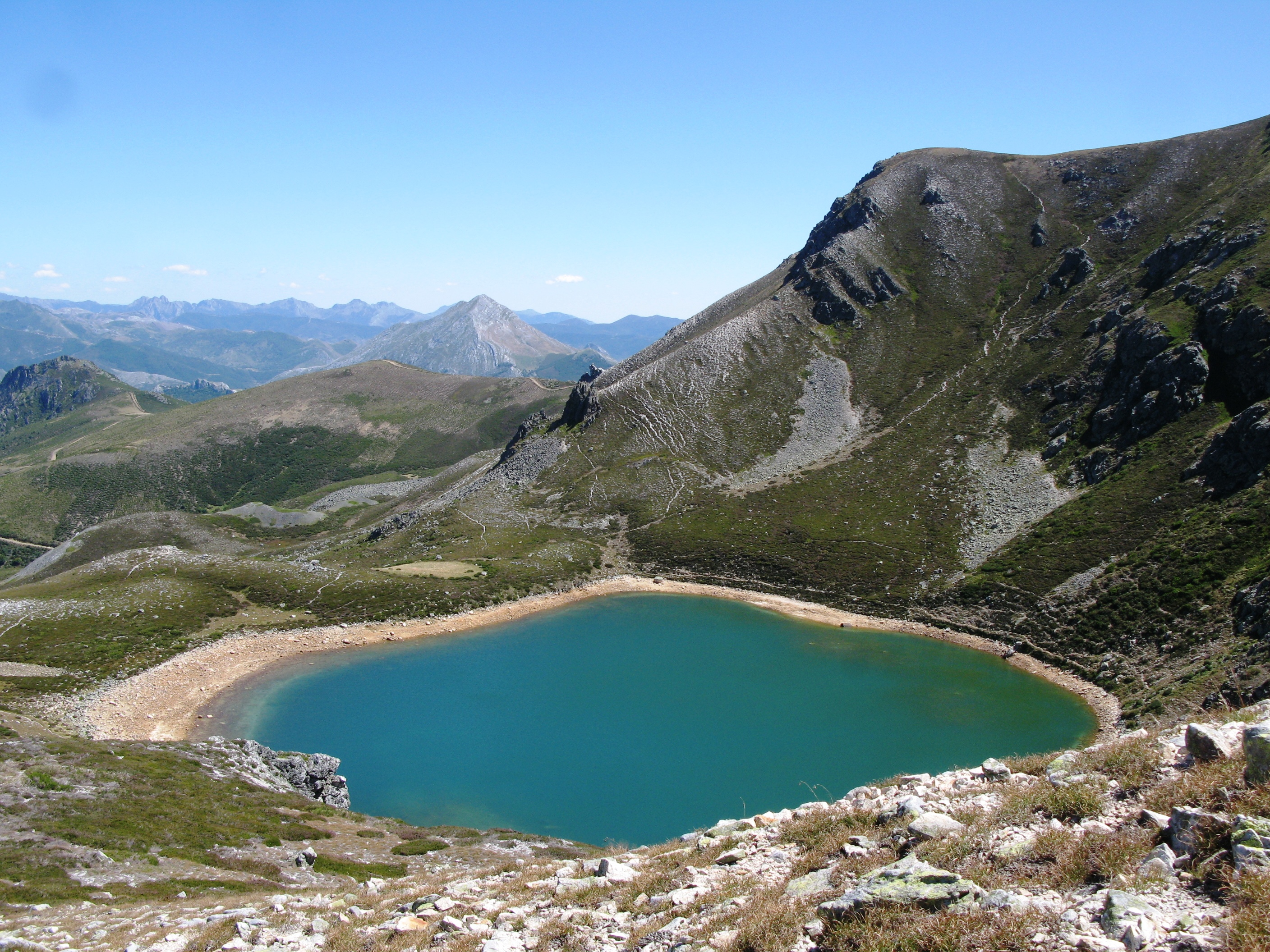
Lago Ausente

Por la localidad de Puebla de Lillo pasan los ríos Silván y su afluente, el río Celorno. El río Silván nace en el valle de Isoba. El Celorno nace en el valle de Respina. Por Cofiñal (Puebla de Lillo) pasa el río Porma, al que han vertido sus aguas el arroyo de Zampuerna, el del Pinar con las espectaculares cascadas de los Forfogones, el de Pinzón y el río de Isoba. Más adelante, en Lillo, se le unirán el Celorno y el Silván que proporcionarán una gran cantidad de agua.

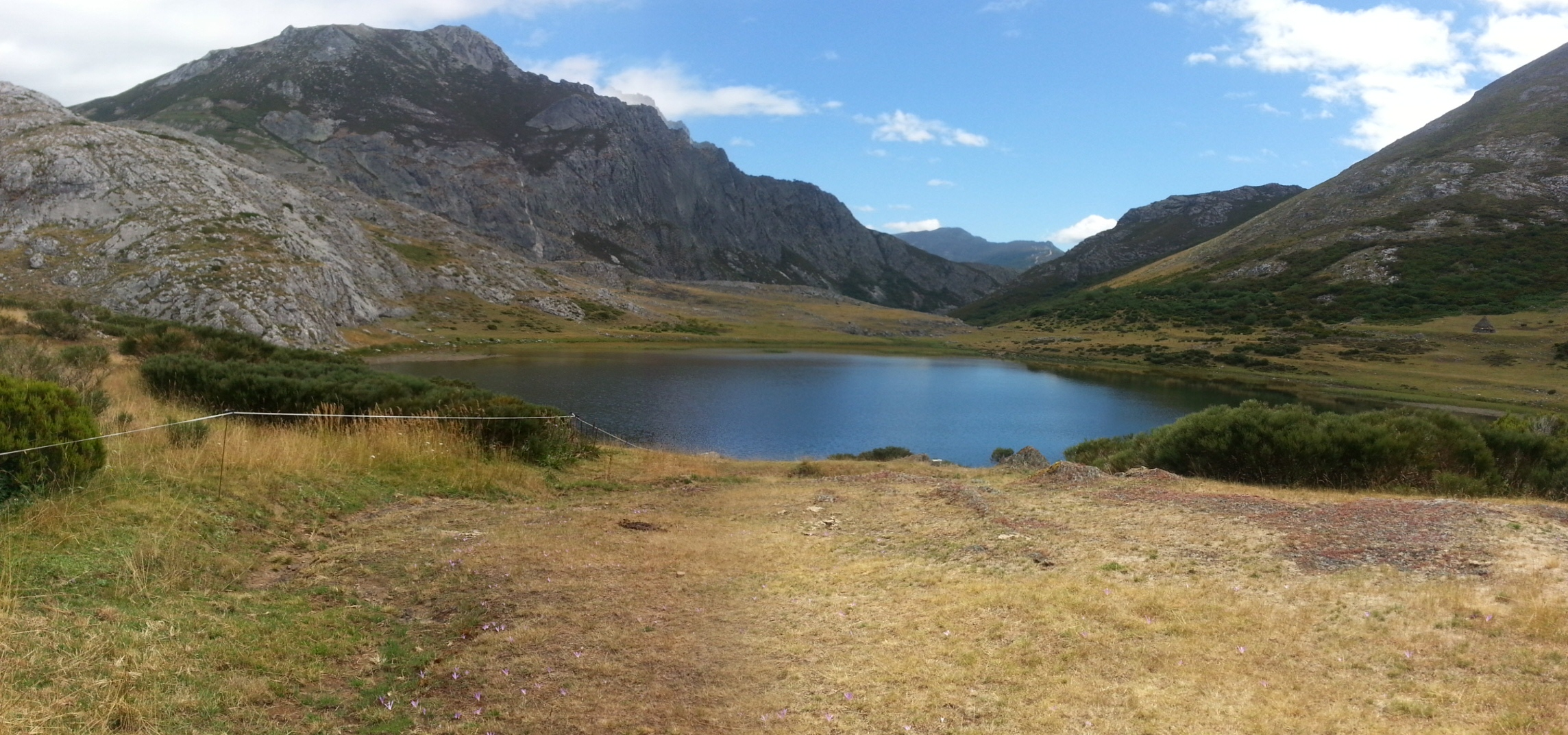
Lago de Isoba

En cuanto a los lagos, se pueden citar el lago de Isoba, el lago Ausente y la laguna Lagüezo.

### Clima
El clima de Puebla de Lillo se caracteriza por inviernos fríos, con abundantes nevadas y fuertes heladas, y veranos templados y secos. La oscilación térmica anual ronda los 15 °C. Las precipitaciones se reparten de forma irregular a lo largo del año, con escasez de las mismas en verano, concentrándose al final del otoño, en los meses invernales y al principio de la primavera.
Según la clasificación climática de Köppen, el municipio se encuadra en la variante Csb, es decir clima mediterráneo de veranos suaves, con la media del mes más cálido inferior a 22 °C, pero superándose los 10 °C durante cinco o más meses, y caracterizado por temperaturas medias anuales alrededor de los 9 °C, precipitaciones anuales por encima de los 1000 mm, nevadas invernales y veranos secos.
Los parámetros climáticos pueden resumirse de la siguiente forma:
| Parámetros climáticos promedio de Boñar (temperaturas) y Puebla de Lillo (precipitaciones)                                        | Parámetros climáticos promedio de Boñar (temperaturas) y Puebla de Lillo (precipitaciones) | Parámetros climáticos promedio de Boñar (temperaturas) y Puebla de Lillo (precipitaciones) | Parámetros climáticos promedio de Boñar (temperaturas) y Puebla de Lillo (precipitaciones) | Parámetros climáticos promedio de Boñar (temperaturas) y Puebla de Lillo (precipitaciones) | Parámetros climáticos promedio de Boñar (temperaturas) y Puebla de Lillo (precipitaciones) | Parámetros climáticos promedio de Boñar (temperaturas) y Puebla de Lillo (precipitaciones) | Parámetros climáticos promedio de Boñar (temperaturas) y Puebla de Lillo (precipitaciones) | Parámetros climáticos promedio de Boñar (temperaturas) y Puebla de Lillo (precipitaciones) | Parámetros climáticos promedio de Boñar (temperaturas) y Puebla de Lillo (precipitaciones) | Parámetros climáticos promedio de Boñar (temperaturas) y Puebla de Lillo (precipitaciones) | Parámetros climáticos promedio de Boñar (temperaturas) y Puebla de Lillo (precipitaciones) | Parámetros climáticos promedio de Boñar (temperaturas) y Puebla de Lillo (precipitaciones) | Parámetros climáticos promedio de Boñar (temperaturas) y Puebla de Lillo (precipitaciones) |
| Mes | Ene.                                                                                       | Feb.                                                                                       | Mar.                                                                                       | Abr.                                                                                       | May.                                                                                       | Jun.                                                                                       | Jul.                                                                                       | Ago.                                                                                       | Sep.                                                                                       | Oct.                                                                                       | Nov.                                                                                       | Dic.                                                                                       | Anual                                                                                      |
| --- | ------------------------------------------------------------------------------------------ | ------------------------------------------------------------------------------------------ | ------------------------------------------------------------------------------------------ | ------------------------------------------------------------------------------------------ | ------------------------------------------------------------------------------------------ | ------------------------------------------------------------------------------------------ | ------------------------------------------------------------------------------------------ | ------------------------------------------------------------------------------------------ | ------------------------------------------------------------------------------------------ | ------------------------------------------------------------------------------------------ | ------------------------------------------------------------------------------------------ | ------------------------------------------------------------------------------------------ | ------------------------------------------------------------------------------------------ |
| Temp. media (°C) | 2.2                                                                                        | 3.6                                                                                        | 6.1                                                                                        | 7.7                                                                                        | 11.2                                                                                       | 15.4                                                                                       | 18.6                                                                                       | 18.2                                                                                       | 15.1                                                                                       | 10.5                                                                                       | 5.8                                                                                        | 3.1                                                                                        | 9.8                                                                                        |
| Precipitación total (mm) | 175                                                                                        | 150.5                                                                                      | 120                                                                                        | 129.7                                                                                      | 120.8                                                                                      | 58.1                                                                                       | 37.4                                                                                       | 36.7                                                                                       | 87                                                                                         | 156.5                                                                                      | 186.5                                                                                      | 172.8                                                                                      | 1431                                                                                       |
| Fuente: Ministerio de Agricultura, Alimentación y Medio Ambiente. Datos de precipitación (1961-2003) y de temperatura (1961-2003) |                                                                                            |                                                                                            |                                                                                            |                                                                                            |                                                                                            |                                                                                            |                                                                                            |                                                                                            |                                                                                            |                                                                                            |                                                                                            |                                                                                            |                                                                                            |

## Naturaleza

### Fauna

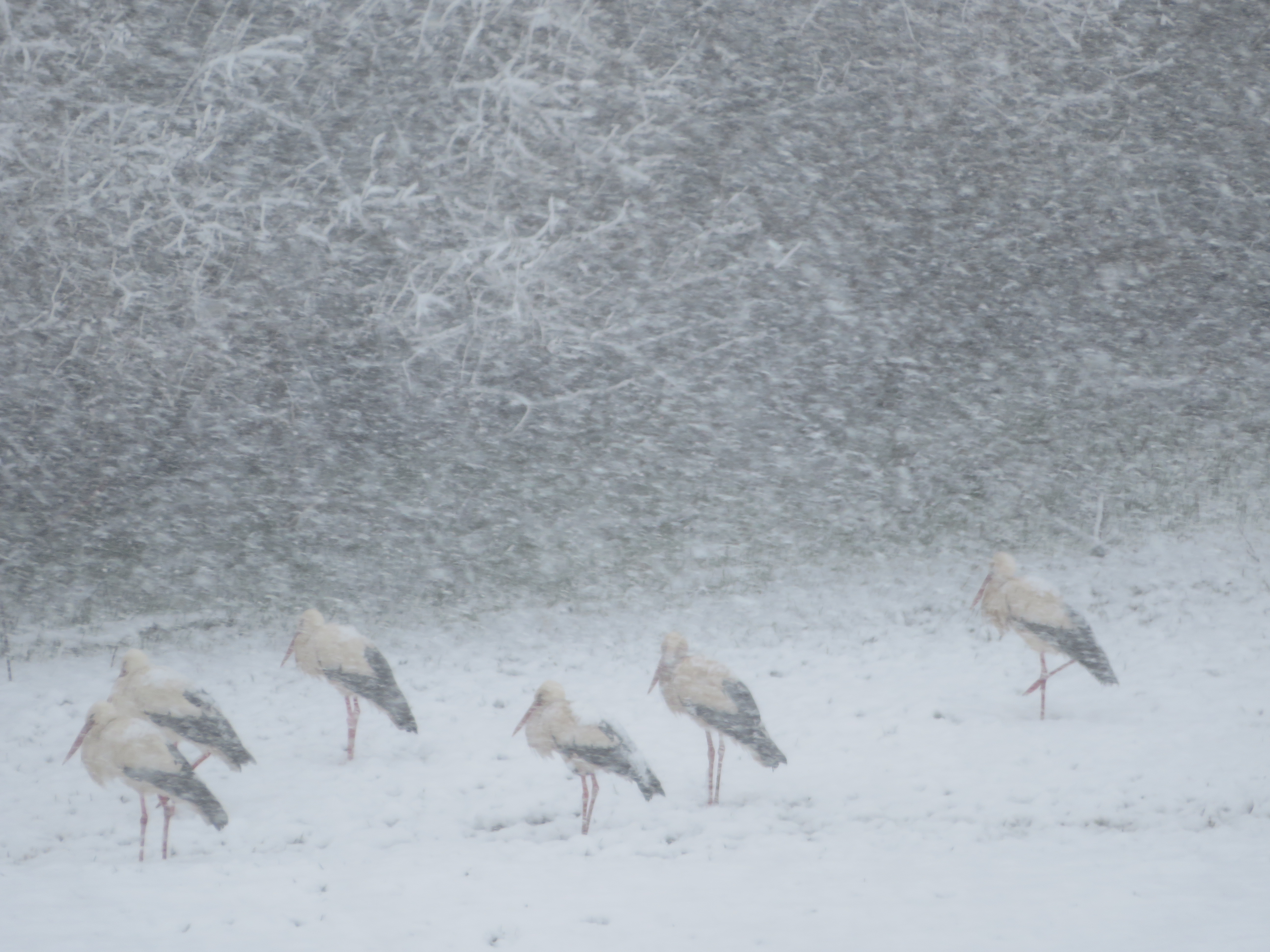
Cigüeñas en la nevada de finales del mes de abril de 2019

Como animales silvestres destacan el rebeco, el ciervo, el corzo, el jabalí, el lobo, el oso pardo, el urogallo, el águila ratonera, la víbora, la trucha, el barbo, la carpa, el escallo, las abejas, el gorrión, la golondrina, la cigüeña, el zorro, el quebrantahuesos y el buitre.[cita requerida] el águila real, el alimoche, el mirlo acuático y la perdiz pardilla.

### Flora

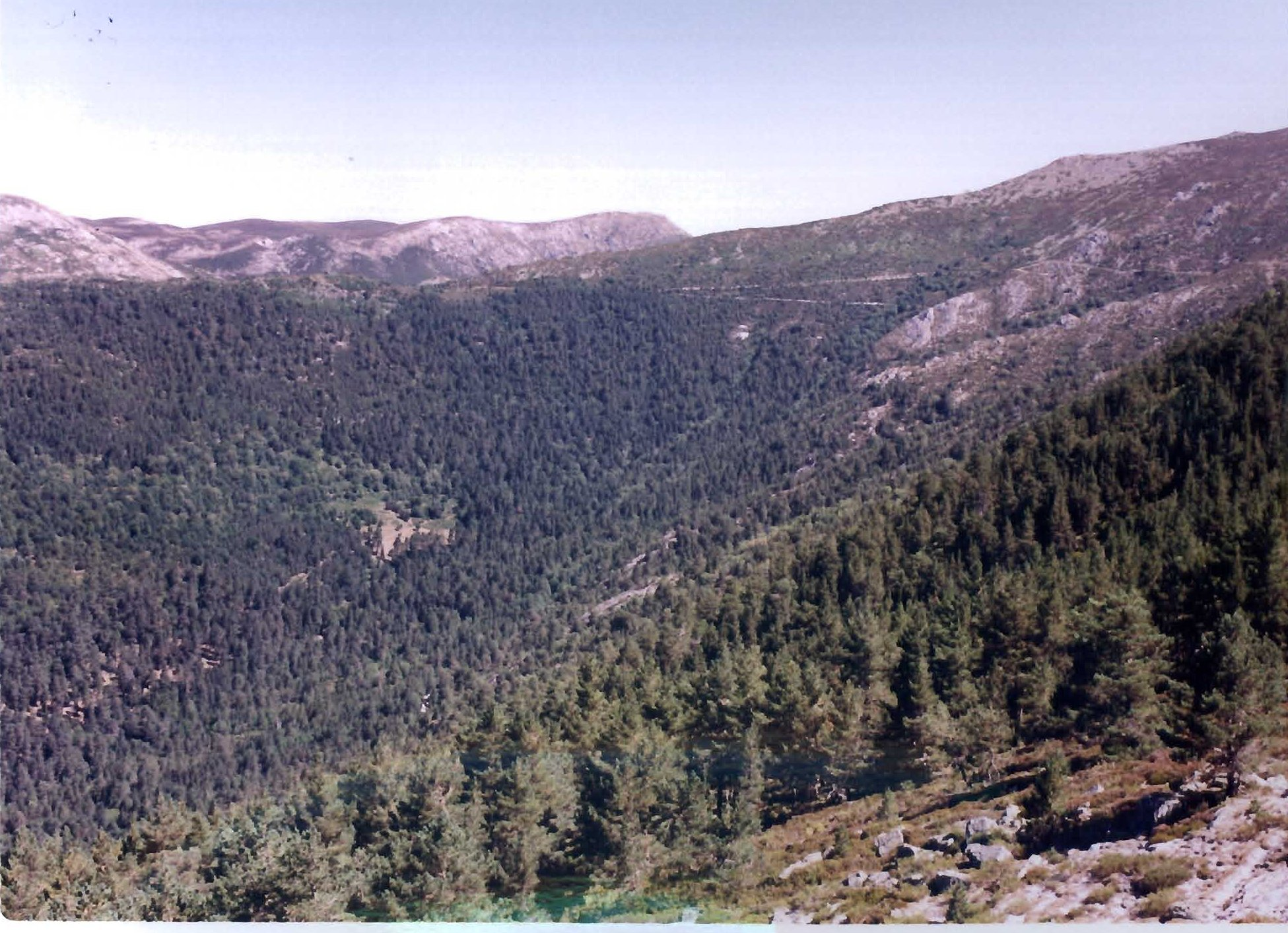
Panorámica del pinar de Lillo

Destacan los bosques de escobas,piornales, hayas, robles, abedules y pinos, además de tejos, acebos y serbales.
El pinar de Villaoscura, situado en las estribaciones de la sierra de Mampodre, es uno de los más importantes a nivel nacional por sus pinos milenarios. Este pinar, que Madoz denominó como «Villaoscura», ocupa una superficie de 160 ha en la parte alta de la cuenca del río Porma dentro del Parque Regional de Picos de Europa, entre los 1200 y 1700 m de altitud. Presenta una singular vegetación de coníferas en un entorno dominado por las formaciones frondosas.
El Pinar de Lillo se describe en el P.O. R.N. como "un pinar autóctono de pino albar, el más occidental de la península ibérica con estas características, un residuo de las antiguas masas que, como han indicado diversos estudios palinológicos, poblaron la Cordillera Cantábrica y que dieron lugar a los actuales bosques de frondosas".
La madera utilizada en el siglo XIX para restaurar la cubierta de la catedral de León provino de este pinar.
Es propiedad de la villa de Puebla de Lillo, pese a estar en terrenos de Cofiñal y a considerable distancia de esta. Las razones son históricas y lo explica el desinterés de los benedictinos del Monasterio Real de San Benito de Sahagún en la Edad Media por este; querían pastos para alimentar sus muchos ganados, en especial los rebaños trashumantes de ovejas. Raúl Orden, en su obra El Pinar de Lillo, explica esto.
La Junta de Castilla y León tiene en la villa dos casas del Parque, El Torreón y Valle del Porma, para la recepción de visitantes.

## Historia

### Edad Antigua
Esta comarca estuvo habitada desde la Edad de los Metales. Se han hallado hachas de bronce en Redipollos, castros en Puebla de Lillo y Valdeburón; lápidas vadinienses en La Uña, Armada (prueba de sociedad matriarcal) y Utrero.
En la Antigüedad los astures y los cántabros vadinienses eran los pobladores de este municipio. El historiador y arqueólogo cántabro Joaquín González Echegaray sitúa en Cofiñal el confín de la antigua Cantabria. Los castros donde vivían no estaban en los valles sino en los altos de las montañas. Aunque sin límites precisos el río Porma podría ser la divisoria entre cántabros vadinienses y astures. Las relaciones entre ambos pueblos fueron en general pacíficas. Los vacceos, habitantes de la actual Castilla central y del sur de León, de Zamora y del norte de Salamanca, sufrían sus frecuentes saqueos de trigo. Pese a sus malas relaciones en el año 29 antes de Cristo cántabros y astures ayudaron a los vacceos en la sublevación contra los romanos.
Los minerales de esta zona eran de gran interés para los romanos, hay indicios de su explotación de las minas en el Valle de Riosol. Cerca de Isoba, en las proximidades del lago Ausente, a mediados del s. XIX se encontró una lápida con caracteres romanos en la que se alude al enterramiento de un militar de la familia de los Flavios.
En la zona se encontraban las siguientes vías romanas:
- Puerto de San Isidro. Seguiría el valle del Porma desde Boñar, pasando por Puebla de Lillo y Cofiñal, hasta coronar el puerto de San Isidro. Descendería desde aquí, siguiendo el cauce del río San Isidro y el Aller.
- Puerto de Tarna. Desde Riaño a Liegos, Lario y La Uña, llegando a la ascensión final del puerto de Tarna. De factura romana era el antiguo puente de Torteros.
- Puerto de Ventaniella. Desde Puente Torteros seguiría el curso del Esla por Liegos, Acebedo y La Uña, para entrar en Asturias por este puerto hacia San Juan de Beleño, en el valle de Ponga.
- Puerto de Vegarada. Desde La Vecilla, pasando después por Valdepiélago, Montuerto, Valdelugueros y Redipuertas, hasta este puerto. Desde allí pasaría al valle del río Aller en el Principado de Asturias, uniéndose en Collanzo, en las cercanías de Conforcos, a la vía de San Isidro.

### Edad Media
A principios del siglo VIII muchos hispano-visigodos se refugiaron en estos valles y montes huyendo de los musulmanes.
Las primeras incursiones árabes en el norte fueron las de Muza, entre el 712 y 714. Entró en Asturias por el puerto de Tarna y siguió el cauce del río Nalón llegando hasta Gijón.
En la Edad Media, en tiempo de los reyes Alfonso III y Ordoño II, se repueblan las tierras leonesas y, en particular, las de estas montañas, con mozárabes venidos de las tierras del sur. En las montañas de esta región se fundan diversos conventos y la mayoría pasaron a depender con el tiempo del monasterio de san Benito de Sahagún. En torno a ellos surgieron poblaciones, posiblemente en la zona de Fontasquesa y Redipollos. También en el valle de Pardomino, donde se tiene constancia de que al menos hubo cinco conventos, aunque no todos dependientes del monasterio benedictino de Sahagún. Atravesaba este valle el llamado Camino de los Frailes que comunicaba Sahagún con los conventos de estas montañas. En el año 923, el mismo Ordoño II dona al poderoso Monasterio de los Benedictinos de Sahagún el puerto de Tronisco. Y en el año 930 Ramiro II dona a los mismos benedictinos el puerto de Pinzón.
Peregrinos del Camino Francés de Santiago desde León se desviaban a San Salvador de Oviedo para luego continuar a Santiago. El paso por los puertos de Tarna, Las Señales y San Isidro era muy penoso por los rigores del clima, siendo frecuentes las defunciones y extravíos, por ello los monjes de Pardomino de la Orden del Santo Sepulcro construyeron en 1114 en San Isidro, en el camino a Caso, un hospital fundado por san Bernardo en los Alpes Suizos; refugio y prestación de primeros auxilios. En 1118 la reina Urraca I de León le concede privilegio de inmunidad, Carta ingenuitatis de hospitale, documento conservado en el Archivo de la Catedral de León. En 1752 pertenecía a la parroquia de Puebla de Lillo. Posteriormente desapareció, siendo difícil de apreciar sus ruinas. En Lillo también hubo un hospital de peregrinos del que se conserva el arco en un edificio próximo a la iglesia parroquial. El término hospital no coincide su significado con el actual.
En el Macizo del Mampodre existió un convento-sanatorio. Una de las cumbres del macizo es el denominado Pico El Convento (2156 metros), que es uno de los cinco que forman el circo glaciar en Redipollos.

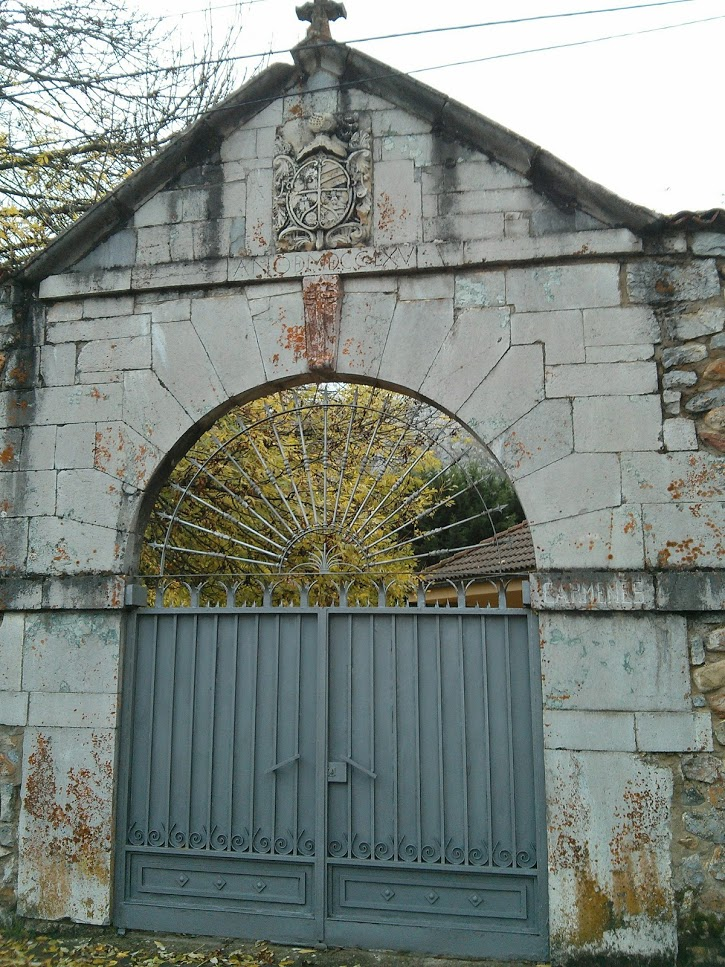
Portalada del antiguo hospital de peregrinos

Cuando Ordoño II estableció la capital del Reino en León esta zona adquirió una especial importancia por la comunicación con Asturias a través de los puertos de San Isidro (a La Felguerina, Campo de Caso), Tarna y Ventaniella para llegar a Ribadesella, Colunga y Lastres. Desde allí se transportaban sal y salazones a León.
El emplazamiento actual de Puebla de Lillo es consecuencia de la repoblación de Alfonso IX, con carta Puebla  (Otorgación de privilegios para el fomento económico y demográfico de la zona) hacia 1212. Ver sobre un mapa la localización y la importancia en las comunicaciones entre Asturias y León, completar con las de Pola de Gordón y en Asturias Pola de Lena, Pola de Laviana y Pola del Pino (Aller).
Hay constancia de una población anterior que comerciaba con el monasterio de benedictinos de Sahagún y defendía sus derechos ante el rey Fernando II.
A diferencia de Cofiñal y Redipollos que dependieron del Monasterio de san Benito de Sahagún y del de san Pedro de Eslonza respectivamente, Puebla de Lillo fue señorío de Fernández Vigil de Aller, de Alfonso Enríquez de Castilla, Conde de Noreña y Gijón, hijo primogénito, aunque natural, del rey de Castilla Enrique II de Trastámara; después de los Fernández de Quiñones, siendo concedido el 22 de febrero de 1462 por Enrique IV de Castilla y León el título de Conde de Luna a Diego Fernández de Quiñones II, «el de la Buena Fortuna», sobrino de Pedro Suárez de Quiñones, 5.º señor de Luna, Señor de la Puebla de Lillo. Los Condes de Luna mandaron construir una torre de vigilancia cerca del río Silván, el actual Torreón de Puebla de Lillo.
Redipollos, en la segunda mitad del siglo XIII, formaba parte del Señorío de Peñamián, del Obispado de León. También perteneció a este señorío Pallide hasta el siglo XVII en que se separó para formar la jurisdicción de Redipollos. En la zona del Castillo (Castilnovo, Castronuevo), de Redipollos, existió una fortaleza de vigilancia de entrada a la zona en el paso hacia Asturias y del cobro de impuestos, en especial el portazgo.
El rey Juan I concedió a este municipio el siguiente privilegio en 1379:

Nos el Rey, por facer bien y merced al Concejo e hombres buenos de la Puebla de Lillo, vasallos del conde don Alfonso, nuestro hermano, e porque nos lo pidió por merced el dicho conde, tenemos por bien y es la nuestra merced que anden salvos e seguros por todas las partes de los nuestros reinos con sus haberes e mercadurías, no sacando cosas vedadas de nuestros reinos, e por les hacer mas bien e mas merced, tenemos por bien que non paguen portazgo nin peaje, nin pasaje, nin barcaje, nin ronda, nin castelería, nin asadura, nin maquilas, nin cuchares, nin otro tributo alguno por algunas de las cosas que trujeren e llevaren e pasaren por algunas de las ciudades e villas e lugares de nuestros reinos, nin les tomen nin prendan nin envarguen, nin consientan tomar nin prendar nin envargar ninguna nin alguna cosa de lo suyo por alguna de las causas sobredichas nin por alguna dellas, que nuestra merced e voluntad es que non las paguen agora ni de aquí adelante, y sean quitos y exentos dello.

Este privilegio está confirmado por los reyes sucesivos, Enrique III, Juan II, Reyes Católicos, Felipe II y Felipe III.
Parece, por tanto, que gran parte de los vecinos de Puebla de Lillo serían carreteros que comunicaban Asturias y León-Castilla. Se transportaría fundamentalmente sal, dada su gran importancia para la alimentación y conservación en esa época, además pescado y salazones. En Boñar existía un «alfolí» (depósito) para la sal que trasladaban desde Asturias. En 1996 fue demolido POR el Ayuntamiento de esa villa. Matías Díez Alonso y Olegario Rodríguez Cascos afirman que existió uno también en Lillo.

### Edades Moderna y Contemporánea
El proceso de emancipación de Cofiñal se inició con Felipe II, amparándose el pueblo en el Breve del papa Gregorio XIII de 1574; el 15 de julio de 1582. Ante el delegado del rey, representantes del Concejo acudieron para comprar al rey los derechos jurisdiccionales que no erar suyos sino del Monasterio de san Benito de Sahagún. El procurador de Cofiñal lio a los representantes reales, lio a la Hacienda Pública y lio a los monjes benedictinos de Sahagún que tenían que cobrar su señorío.
Posteriormente hubo diversos pleitos con ese monasterio de Sahagún..
El 19 de abril de 1730, con Felipe V, se dio por libre el Concejo, Justicia y Regimiento de la Villa de Cofiñal. El 10 de enero de 1583 hay una carta de confirmación del privilegio de Don Felipe II en la que se habla también de la compra de su jurisdicción de Redipollos, mientras que San Cibrián compró la suya con el dinero del arriendo del puerto de Murias en la primera mitad del siglo XVII.
En el Catastro del Marqués de la Ensenada, Cofiñal figura como villa libre, «El senorío y jurisdicción de esta Villa pertenece al Común della en fuerza de Venta Real» mientras que Lillo aparece como de «Señorío propio del Estado de Luna».
Isoba en el siglo XVIII pertenecía a la duquesa de Medina Sidonia.
A lo largo de la primera mitad del siglo XIX se produjo la paulatina abolición de los señoríos jurisdiccionales; desde que se aprobó en las Cortes de Cádiz hasta su definitiva puesta en vigor el 26 de agosto de 1837.
Otro proceso notable fue la desamortización de Madoz. Derivado de ella en 1870 se sacó a pública subasta en las Casas Consistoriales de Madrid la finca «n.º 1826 del inventario: un monte llamado el Pinar, que en término de Lillo perteneció a sus propios, de 625 fanegas (14 556 áreas y 25 centiáreas); tiene 37 500 pies de pino y haya. Ha sido tasado en 194 500 reales con inclusión del valor de la madera». Se remató la subasta el 10-04-1870 y no hubo postor.

#### Catastro del Marqués de la Ensenada
Puebla de Lillo:
Fecha del documento: 13 de agosto de 1753. Juez subdelegado: Juan Reyero Coronel. Categoría: Villa.
n.º de vecinos: 133. n.º residentes: 19. n.º Casas habitables: 145.

#### Guerra de la Independencia
Luis de Sosa dice en su correspondencia de guerra que tenía el cuartel general en la montaña leonesa y relata cómo huyó desde Puebla de Lillo, atravesando parte de la provincia de Palencia, hasta la de Zamora, esquivando así el territorio ocupado por los ejércitos franceses.

#### Primera guerra carlista
Miguel Gómez Damas en su segundo intento por conquistar Asturias y llegar a Oviedo es derrotado por las tropas del general Espartero, mandadas por el brigadier Isidoro Alaix, en las cercanías del puerto de Tarna;
Los liberales persiguieron a los carlistas camino de Isoba y los alcanzaron en las Guarías, donde se celebró la batalla. En Cofiñal registraron con horcas las tenadas de los carlistas.
Pio Baroja en los relatos que él calificó como memorias y reportajes bajo el título: "Desde la última vuelta del camino" cuenta en uno de sus capítulos cómo realizó un viaje por España siguiendo la pista de la "expedición del general Miguel Gómez Damas", que fue la más curiosa de las militares de la primera guerra carlista. Hace el viaje a los cien años de la expedición, no a acaballo como hizo el general, sino en coche, y este es su relato del paso por este municipio “Vamos a pasar por cerca del puerto de Tarna, marchando hacia Cofiñal. Las peñas de Mampodre están llenas de grandes manchones de nieve. Comienza a dominar la niebla y el cielo está encapotado. Las perspectivas del paisaje son tristes y melancólicas. De Cofiñal pasamos a Isoba. Se ve el puerto de Tarna cerca, con un casa a lo lejos, y al aproximarnos notamos que está deshabitada. Después seguimos a Cabañaquinta, que ya pertenece a Asturias, y comenzamos a bajar una cuesta larga y accidentada del puerto de San Isidro, por una carretera nueva todavía mal arreglada, llena de guijarros y de grandes pedruscos".

#### Alzamiento carlista de 1869
Fracasada la rebelión carlista en la provincia de León que él lideraba, Pedro Balanzátegui comandó una marcha por la zona de Boñar donde se fueron sumando voluntarios a la causa.

#### Guerra Civil

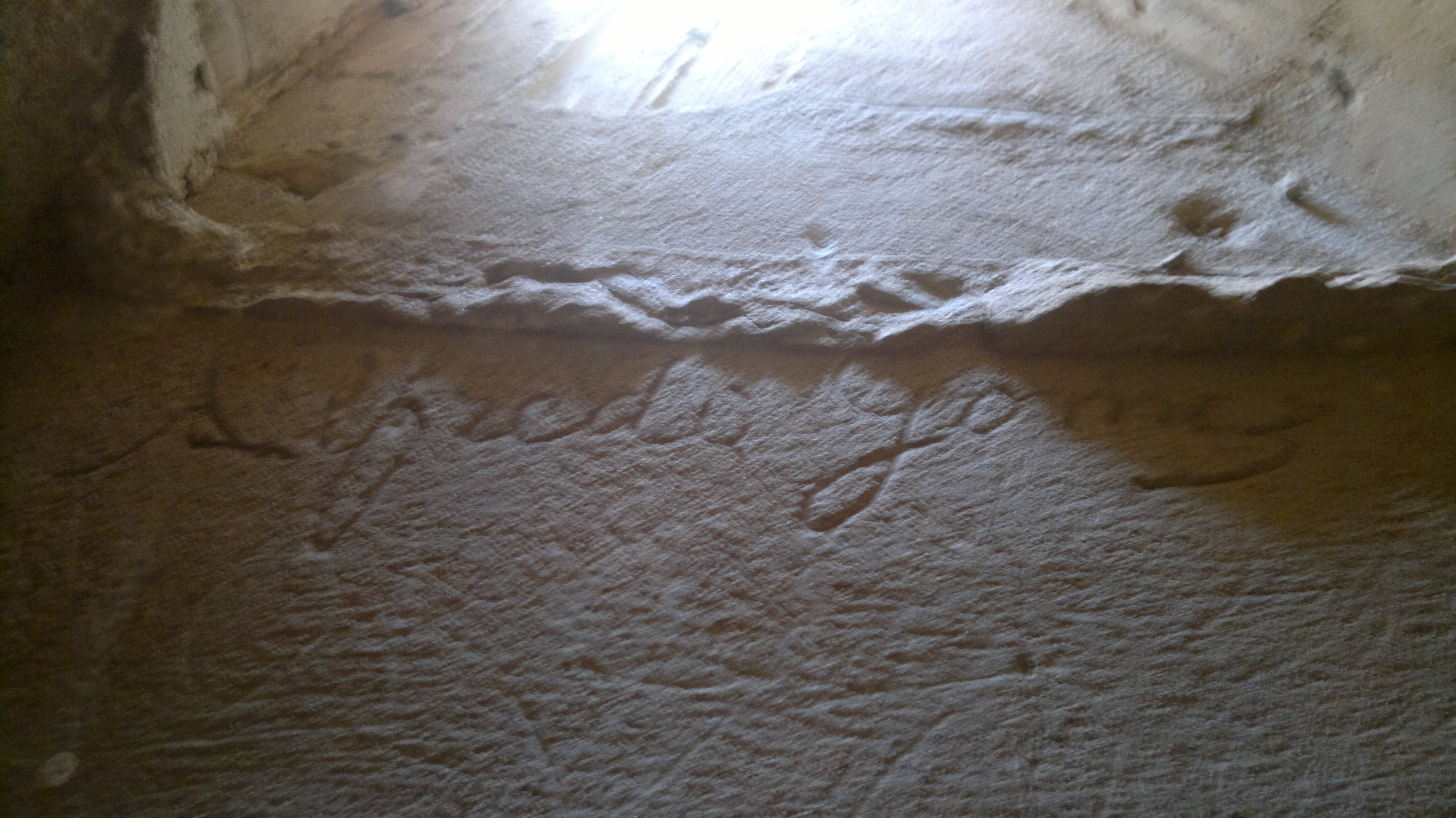
Grabado de combatiente republicano de la Guerra Civil

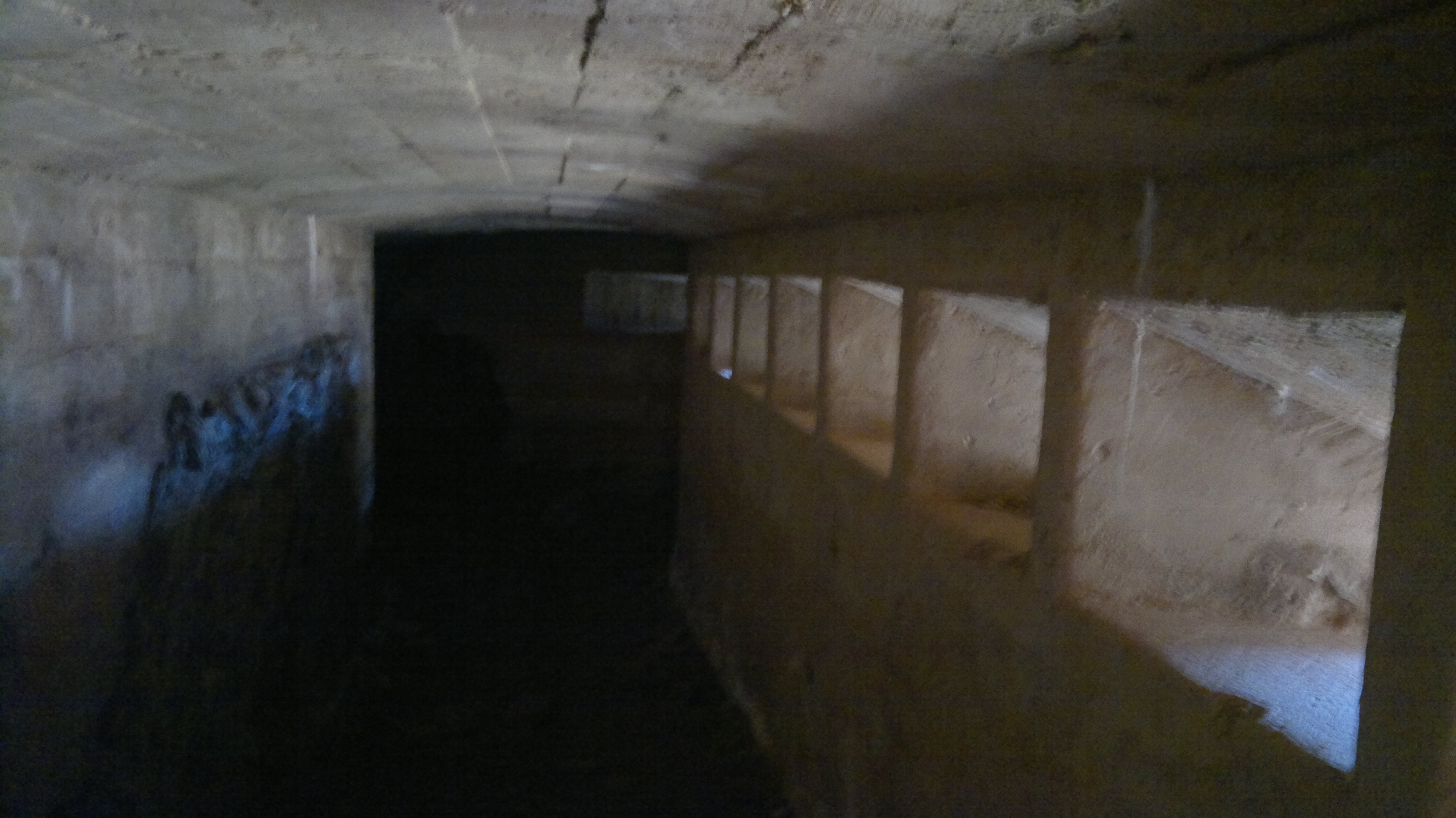
Vista interior

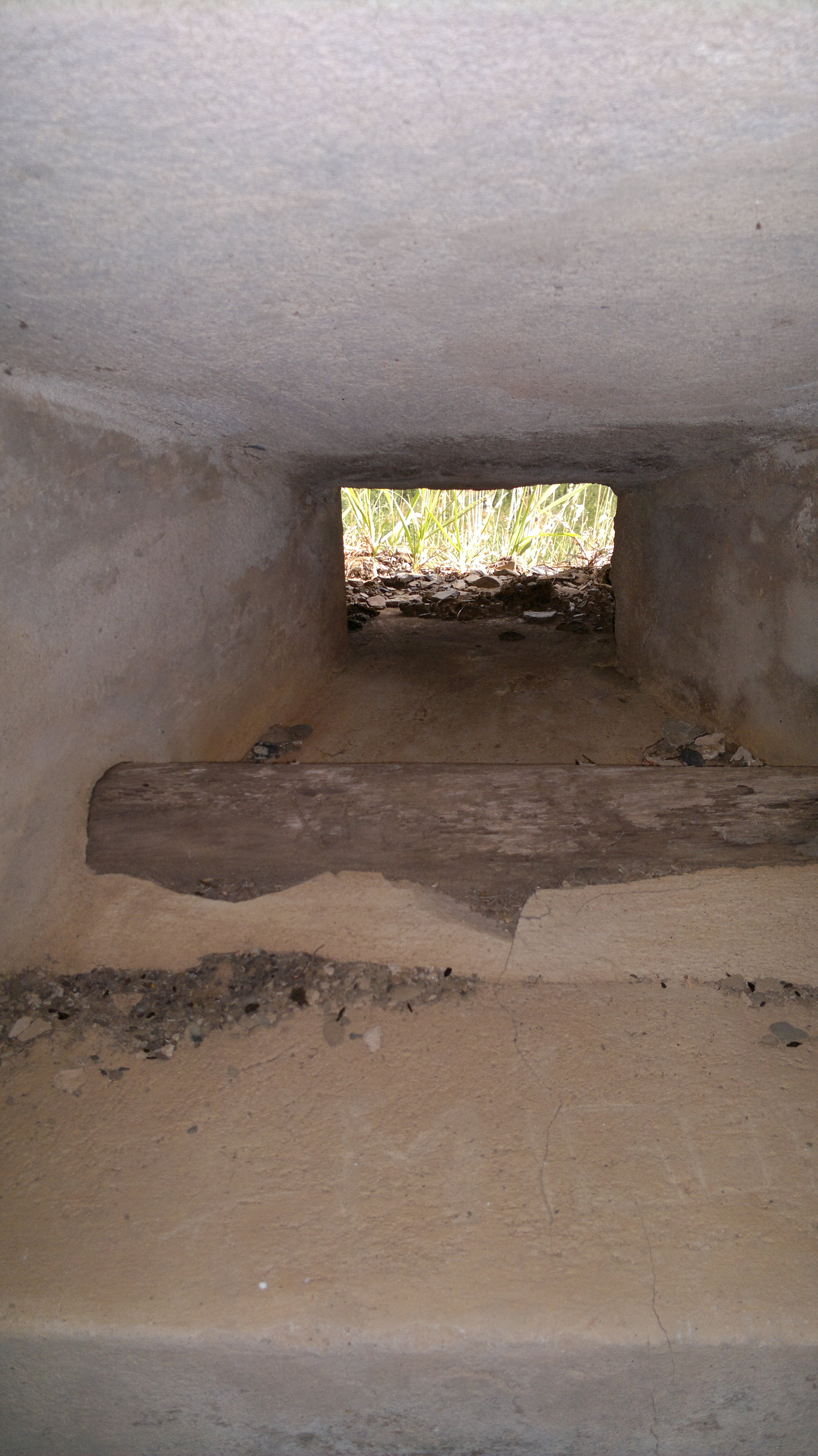
Nido ametralladora; ventana

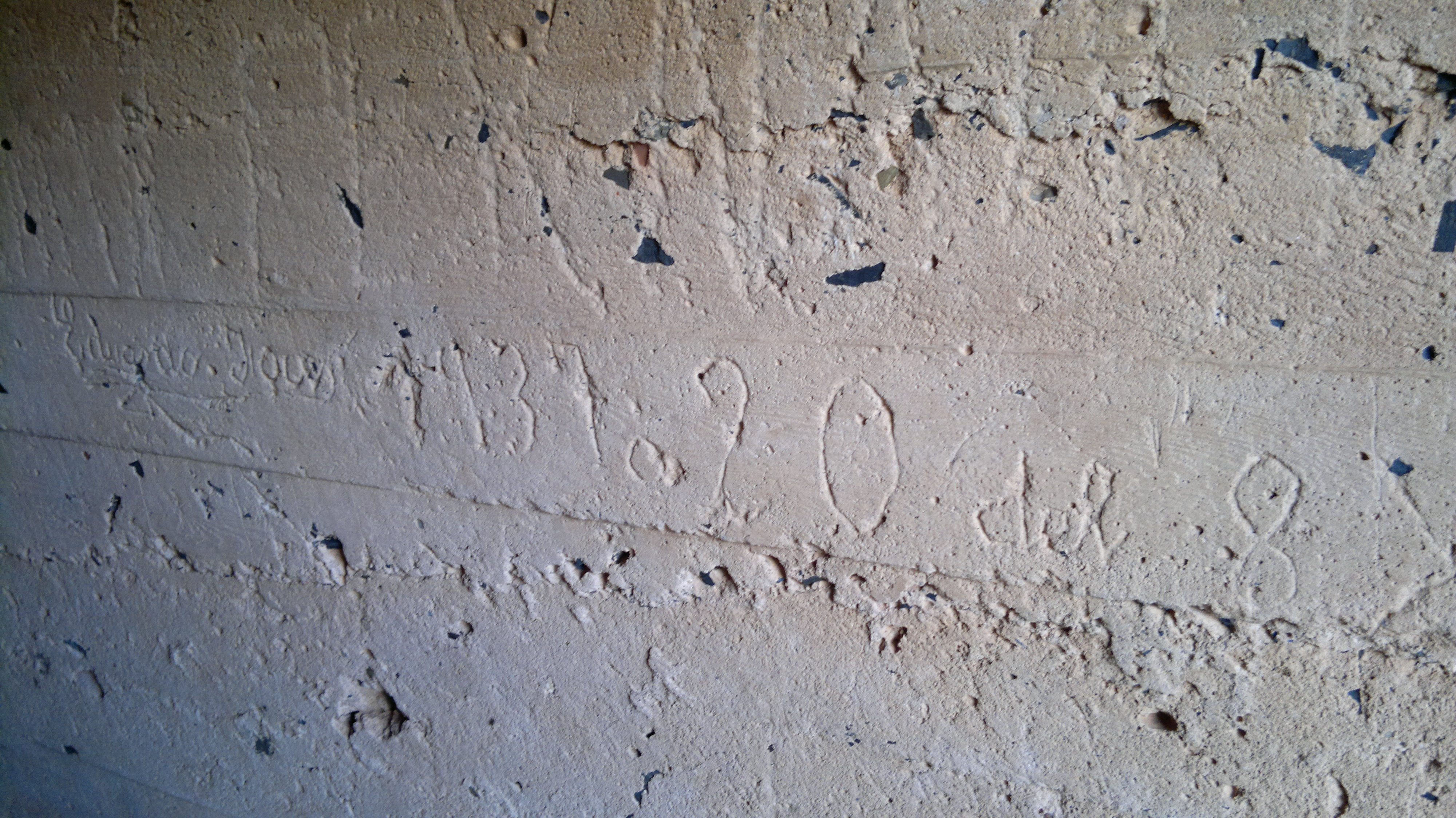
Grabado en la galería

A los pocos días del alzamiento militar, un grupo de falangistas de Boñar toma la localidad. El 1 de agosto el coronel Vicente Lafuente Baleztena, al mando de tres columnas, consolidó la línea Riaño-Lillo-Boñar-La Vecilla-Matallana-La Robla-La Magdalena. Las tropas sublevadas establecieron su cuartel en Puebla de Lillo, mientras que Maraña, Isoba y Cofiñal estaban en poder de los republicanos. Hubo varios enfrentamientos y el puente sobre el Porma fue volado. El 25 de abril de 1937 el ejército franquista ordena la evacuación de los vecinos de Cofiñal. En mayo de 1937 se produjeron los enfrentamientos más duros entre los dos bandos. Muchos soldados marroquíes procedentes del Protectorado español en Marruecos perdieron la vida en los combates de la Peña del Águila.
Según Francisco Fernández García, la liquidación del Frente Norte supuso para el bando franquista la conquista de la industria necesaria para equilibrar su economía. Para la conquista de Asturias resultó clave el control de las cuencas mineras a través de los puertos de San Isidro y Tarna; el primero fue tomado el 1 de octubre de 1937 y el segundo el día 7, iniciándose así la conquista de esa provincia por las tropas franquistas que culmina el 21 de octubre con la toma de Gijón.
En los primeros días de octubre de 1937 Francisco Franco visitó el Pontón, Tarna y Puebla de Lillo para felicitar a sus tropas.
Algunos combatientes de este Frente Norte que no fueron capturados, al no poder regresar a casa ni incorporarse al ejército republicano, huyeron al monte donde llevaron a cabo la resistencia antifranquista hasta 1948.
De las líneas del frente republicano se conservan hoy varios nidos de ametralladoras en las proximidades del lago de Isoba y en Valerianes, en los cuales aparecen grabados realizados por los combatientes.

## Demografía
Cuenta con una población de 654 habitantes (INE 2024).
| Gráfica de evolución demográfica de Puebla de Lillo entre 1842 y 2021                                                 |
| |
| Población de derecho según los censos de población del INE. Población de hecho según los censos de población del INE. |

## Minería

### Carbón

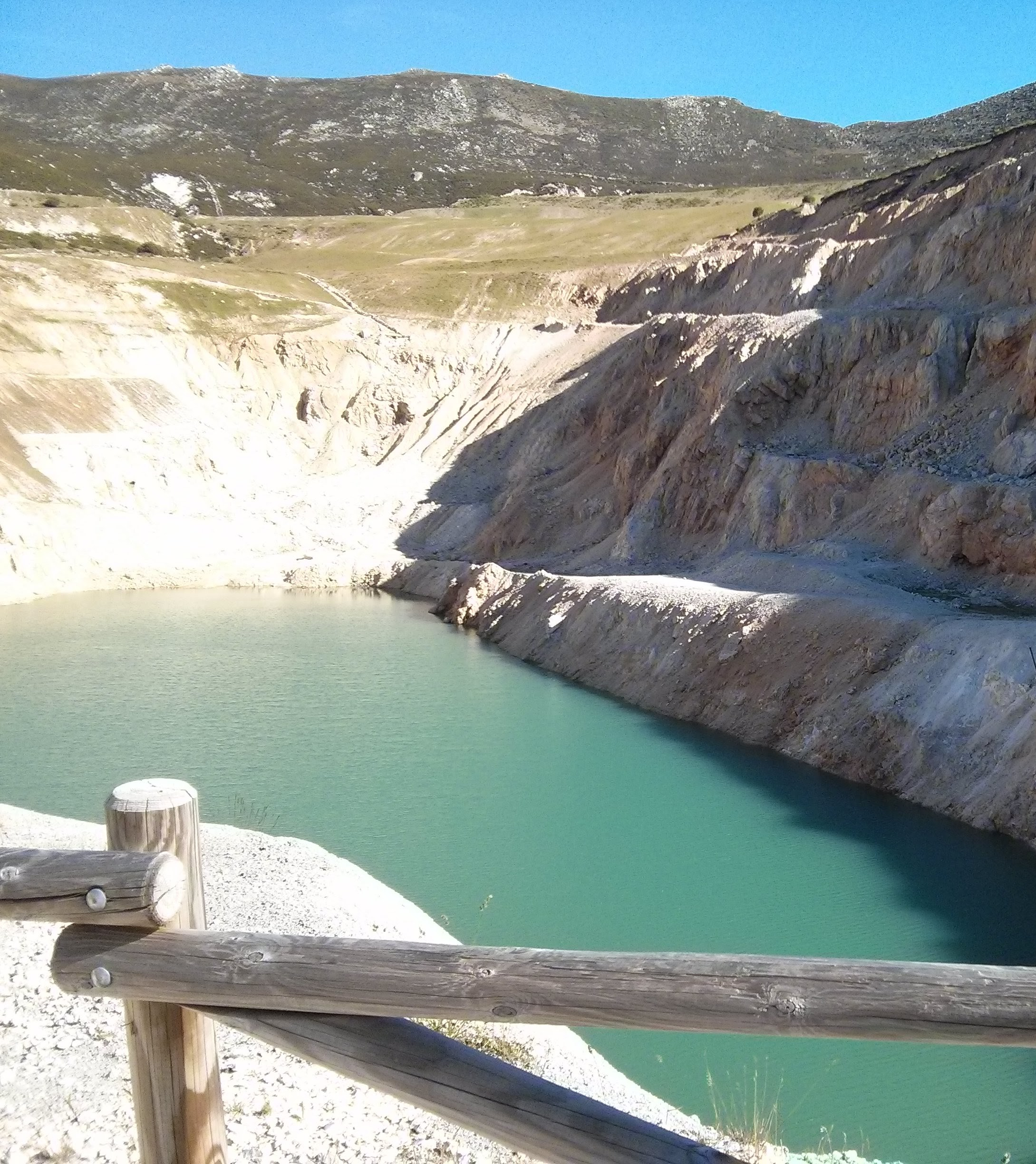
Huella de la explotación minera .Respina.

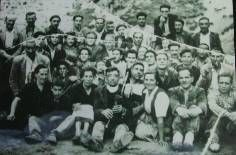
Mineros en un día festivo. De la Casa del Parque. Torreón

A 1 km al sur de Camposolillo, en el paraje conocido como Valdelayosa, hubo una pequeña mina de carbón abierta en los años veinte del siglo pasado por una empresa familiar vasca. El 2 de septiembre de 1948 hubo un trágico accidente, explosión de grisú, en el que murieron once mineros; la mina fue cerrada. Años después es reabierta por otra empresa vasca; profundiza el pozo de 60 a 100 metros pero, dado el escaso rendimiento (apenas 3400 toneladas anuales), es cerrada definitivamente.

### Talco

###### El mayor yacimiento de España.
En 1925 se constituye la empresa Sociedad Española de Talco con capital íntegramente leonés y se comenzó a explotar la mina de interior San Andrés, que se convirtió en la principal actividad económica de la zona con el paso de los años. De 1938 a 1945 dieciséis mujeres de varios pueblos del municipio trabajaron en esta mina, preferentemente en el exterior, aunque alguna también lo hizo en el interior pese a ser ilegal. A estas trabajadoras de las conoce como La Patrulla del Talco.
En el año 1975 se inicia la explotación a cielo abierto en el paraje de Fuentes de La Respina. De esta mina  se llegó a extraer el 90% de la producción nacional  De estas minas se extrajeron 90.000 toneladas al año. Se obtenían treinta variedades de producto final.
En 1992 desembarcó en la compañía la multinacional francesa Luzenac, después Rio Tinto Minerals, anunciando el cierre de la mina de interior y el mantenimiento de la explotación a cielo abierto, en Respina, El proceso afectó entonces a 17 trabajadores.

De la explotación de interior se extraían entonces 9000 toneladas de talco al año, frente a las más de 30 000 que ya daba por entonces la mina a cielo abierto en Respina. 
Frente a los 17 trabajadores de interior, el trabajo en el exterior se realizaba a comienzos de los 90 con un vigilante, un barrenista y cuatro empleados.

#### Cierre de 2011
Después de casi un siglo de explotación de las minas de talco, en ese año solo quedaba en activo la explotación a cielo abierto y se abandonó definitivamente la actividad; cerró también la planta de procesado de Boñar. El agotamiento de las reservas de mineral fue la causa que provocó el cierre de la mina, según la multinacional Rio Tinto Minerals, su propietaria. Con una producción anual de 50 000 toneladas, 41 eran los trabajadores de esta empresa entre Puebla de Lillo y Boñar. Se especuló con el futuro de la explotación en una zona de Cofiñal y Lillo, dónde existe una importante veta de este mineral  que hubiera podido ser el reemplazo.
Al adquirir la empresa francesa Imerys las explotaciones de talco de Luzenac en diversos países , incluyendo esta explotación, se abrió una vía a la esperanza de su supervivencia, lo que no se hizo realidad.
La Junta de Castilla y León no permitiría la explotación a cielo abierto, la más rentable para la empresa, por estar en terrenos del Parque Regional Montaña de Riaño y Mampodre.

#### En el Pinar de Lillo
En 1970, Félix Población y Manuel Ruiz intentaron extraer talco en una zona del Pinar. Se trabajó durante unos meses en el punto N 43° 03.737' W005° 15.340' elevación 1378 metros, pero no se encontró una veta que fuera rentable.

## Trashumancia
Sobre el fenómeno trashumante en la zona cabe destacar que durante toda la Edad Media las praderías y pastizales extensos de esta zona fueron de vital importancia para los ganados de los monjes y de los nobles, en especial para los de los benedictinos de Sahagún y para los de los Señores de Lillo. La ampliación de la cabaña monástica, en especial lanar, en la segunda mitad del siglo X llevó a la trashumancia del ganado a pastos de la meseta donde pasaba el invierno. Cuando la propiedad de estos pastos de montaña ha pasado a los pueblos (juntas vecinales) se arrendaban a ganaderos de fuera de la zona.
El desarrollo de la trashumancia estuvo ligado a la Reconquista, a la conquista de amplias zonas al sur del Tajo y Guadiana. En 1142 Alfonso VII conquistó Coria y llevó a cabo asentamientos de leoneses en el valle del río Alagón. Conquistada Extremadura la ganadería trashumante se desarrolló de manera importante durante el siglo XIII; en el XIV la selección de la oveja merina llevó al desarrollo extraordinario de esa raza en este siglo y en los posteriores.
En el Catastro del Marqués de la Ensenada y en el Diccionario de Madoz se habla de los puertos de estos pueblos, de su arrendamiento y de sus emolumentos. Los rebaños de ovejas merinas pasaban el verano en estas montañas, desde finales de junio, y a finales de octubre se dirigían a las dehesas del suroeste de España. Así se hizo hasta todo el siglo XX; desde las dehesas de Cáceres, zona de Coria, próximo el verano inician la ruta a estas montañas del norte, normalmente a través de la Cañada Soriana Occidental, Cañada de La Vizcaína, Cordel Benavente-León, Cañada de Boñar y Vereda al Puerto San Isidro.
A partir de los años sesenta del siglo XX los rebaños empezaron a ser trasportados por tren hasta El Burgo Ranero primero y después de 1985 hasta Villamanín, siendo el retorno a este último embarque a veces complicado por la presencia ya de la nieve en los caminos por Tolibia y Valdeteja. Algunos rebaños llegaban a estos pueblos en camiones.
El corral de ovejas de Fontasquesa se mantuvo hasta principios del 2000, y el del Lago de Isoba, reconstruido con caseta de ladrillos y hormigón, hasta el 2012. Hoy se puede contemplar un chozo para los pastores de la vecera de las ovejas churras de Cofiñal, rehabilitado, al principio del Valle Pinzón, subida a puerto Las Señales, y su corral de piedras.
En Puebla de Lillo el último sábado de agosto, en Cofiñal el día del Patrón y en Redipollos por San Bartotomé, se celebran las fiestas de «la machorra». Antiguamente, cuando los pueblos arrendaban los puertos de pasto a los dueños de los rebaños de ovejas merinas, el contrato incluía, además del pago en efectivo, la entrega de las machorras (ovejas que no se han quedado preñadas el último año) para esta celebración; ahora, las juntas vecinales compran los corderos. Todos los vecinos están invitados. Es una comida de convivencia y lúdica, con música y baile durante la tarde.

## Símbolos
La descripción del escudo heráldico y bandera municipal, aprobados por el ayuntamiento de la población en 1999 es la siguiente:
''Escudo cortado, encajado de cuatro encajes de plata y sinople, cargado este último de siete flores de lis de plata, puestas en dos fajas de cuatro y tres. Al timbre corona real cerrada.''
''Bandera rectangular, de proporciones 2:3, formada por dos franjas verticales encajadas de dos encajes, de color verde con una flor de lis blanca junto al asta y blanca al batiente, en proporción 1/3 y 2/3.''

## Cultura

### Patrimonio histórico-artístico

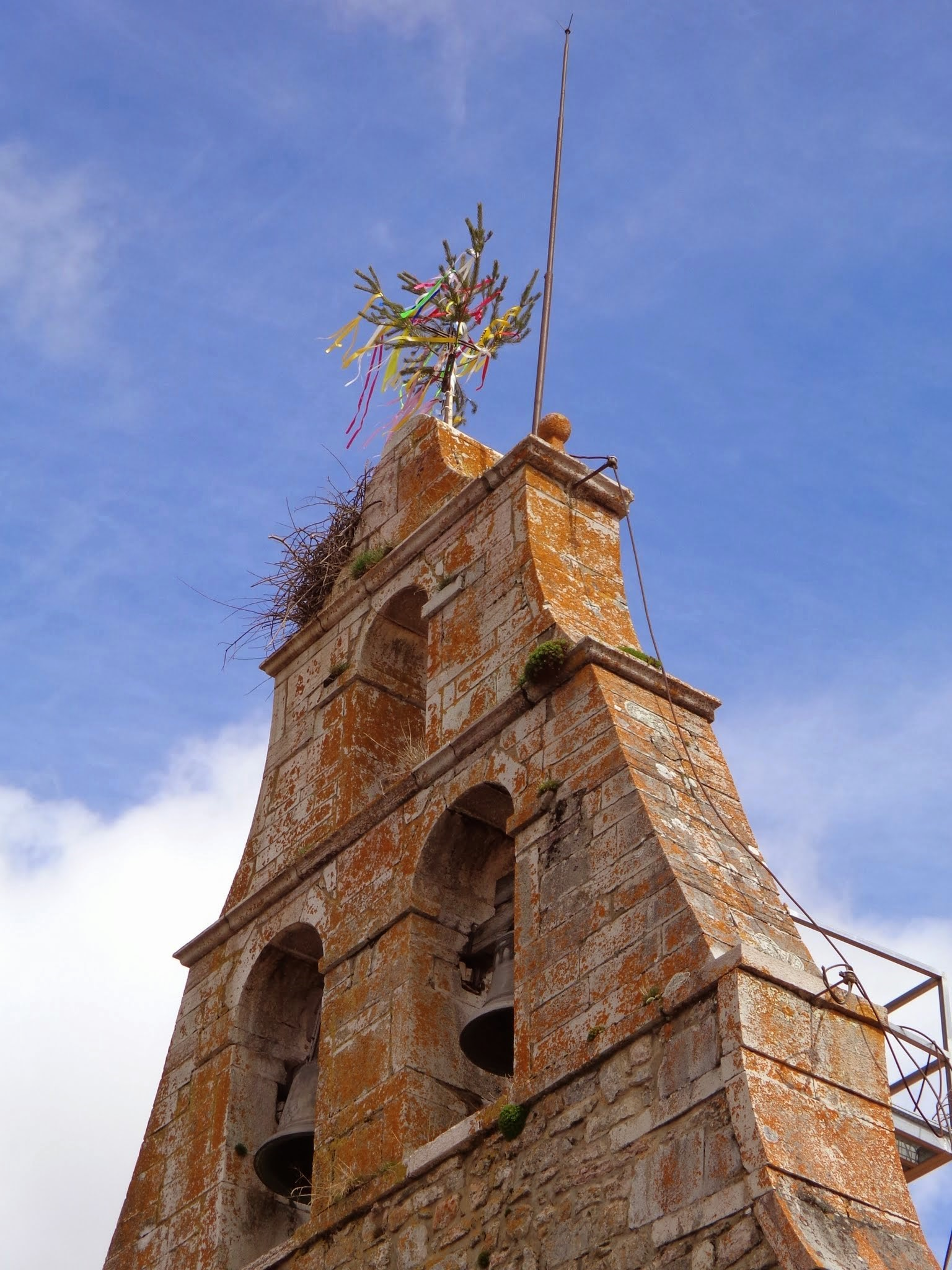
Ramo de Pascua en la Iglesia parroquial de Puebla de Lillo. 2013

En Puebla de Lillo, además de la iglesia parroquial de san Vicente, hubo siete ermitas: la de san Roque, cerca de la iglesia del pueblo; la de san Tirso, cerca del puente antiguo del mismo nombre; la románica del hospital de peregrinos del Santo Sepulcro en la ruta al Salvador ovetense por Caso, en San Isidro (aún es posible encontrar sus ruinas); la de san Pelayo, en el caserío camino de Asturias; la de Santiago Apóstol, en Illarga; y las que se conservan hoy de Pegarúas y Las Nieves.

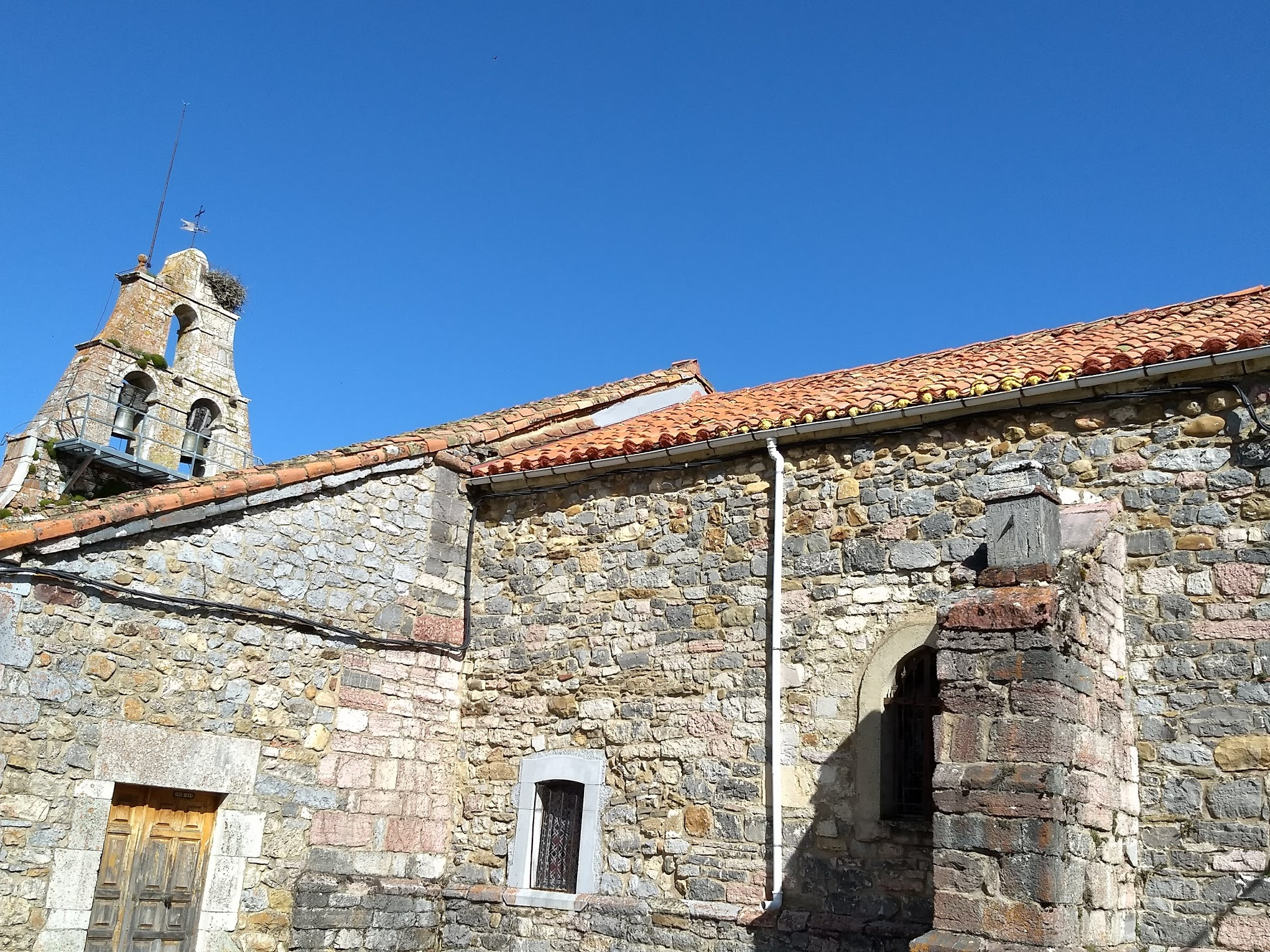
Exterior iglesia parroquial. Se aprecia el reloj de sol.

Torreón del siglo XIV. Manuel Gómez-Moreno lo describe como «torre cilíndrica, de 8 metros de diámetro interior, y muro de 1,90 de grueso, hecho de mampostería, que tuvo tres pisos y remata en andén con almenas. Su puerta es un arco semicircular. Protegíala un muro, redondo también, alrededor».
La población del lugar fue aumentando al tener una torre de vigilancia y protección. El Torreón ha sido muchas cosas en su vida: torre de vigilancia, cárcel, ayuntamiento y, después de un incendio, Casa del Parque Regional Montaña de Riaño y Mampodre.
Iglesia parroquial. Consagrada a San Vicente. Del siglo XVI. Jesús Fuentes Santamarta la describe así:

Reúne en ella las columnas toscanas renacentistas y la bóveda de nervios hispano flamenca. La cabecera, de amplias proporciones, es de cañón apuntado, dividida en dos tramos por un arco apuntado que apoya en pilastras del siglo XVIII; la cubierta es muy deforme y debió de sufrir transformaciones posteriores. La nave se divide en cuatro tramos cubiertos por bóvedas de cañón separados por arcos de medio punto que apoyan en pilastras toscanas renacentistas. En el segundo tramo de la nave, a la izquierda, se halla una pequeña capilla nobiliaria de planta cuadrada, con escudos en la parte alta; el arco que se abre a la nave es de medio punto y apoya sobre pilastras con capitel moldurado; la capilla en cuestión se cubre con bóveda de crucería hispano flamenca de ocho nervios cruzados en el centro en una clave. La portada Sur, de medio punto, con pilastras ajeadas a media altura, que forman un alfiz a la portada, es típica del s. XVI.

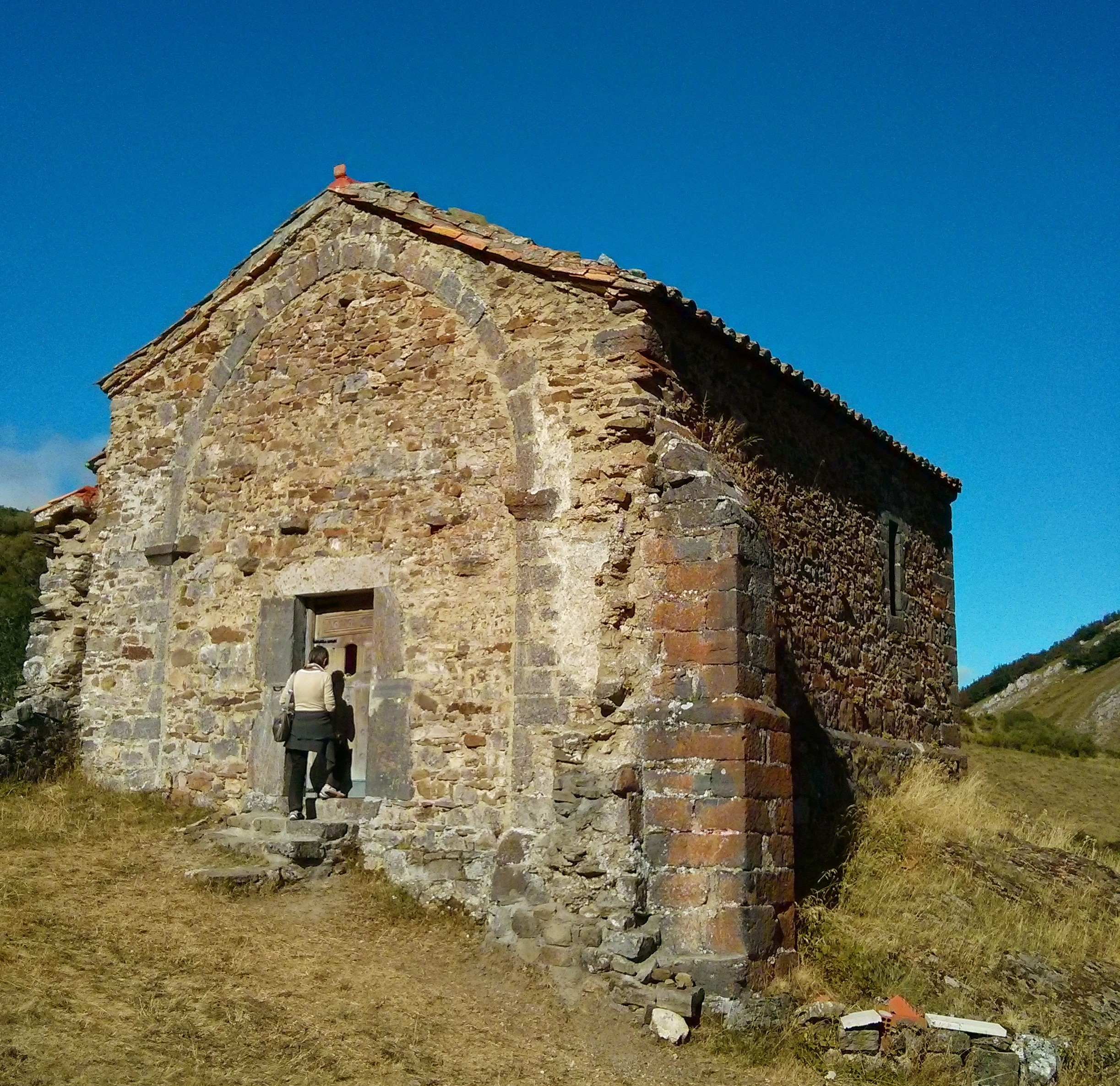
Ermita de Pegaruas .2013.

 Tiene un reloj de sol del maestro cantero Fernando Compostizo, cántabro transmerano, natural de Rubayo; fue maestro de obra de la catedral de León. La fecha es ilegible; el que hizo también él para la casa de Sixto Díez, en la plaza mayor, es de 1780.

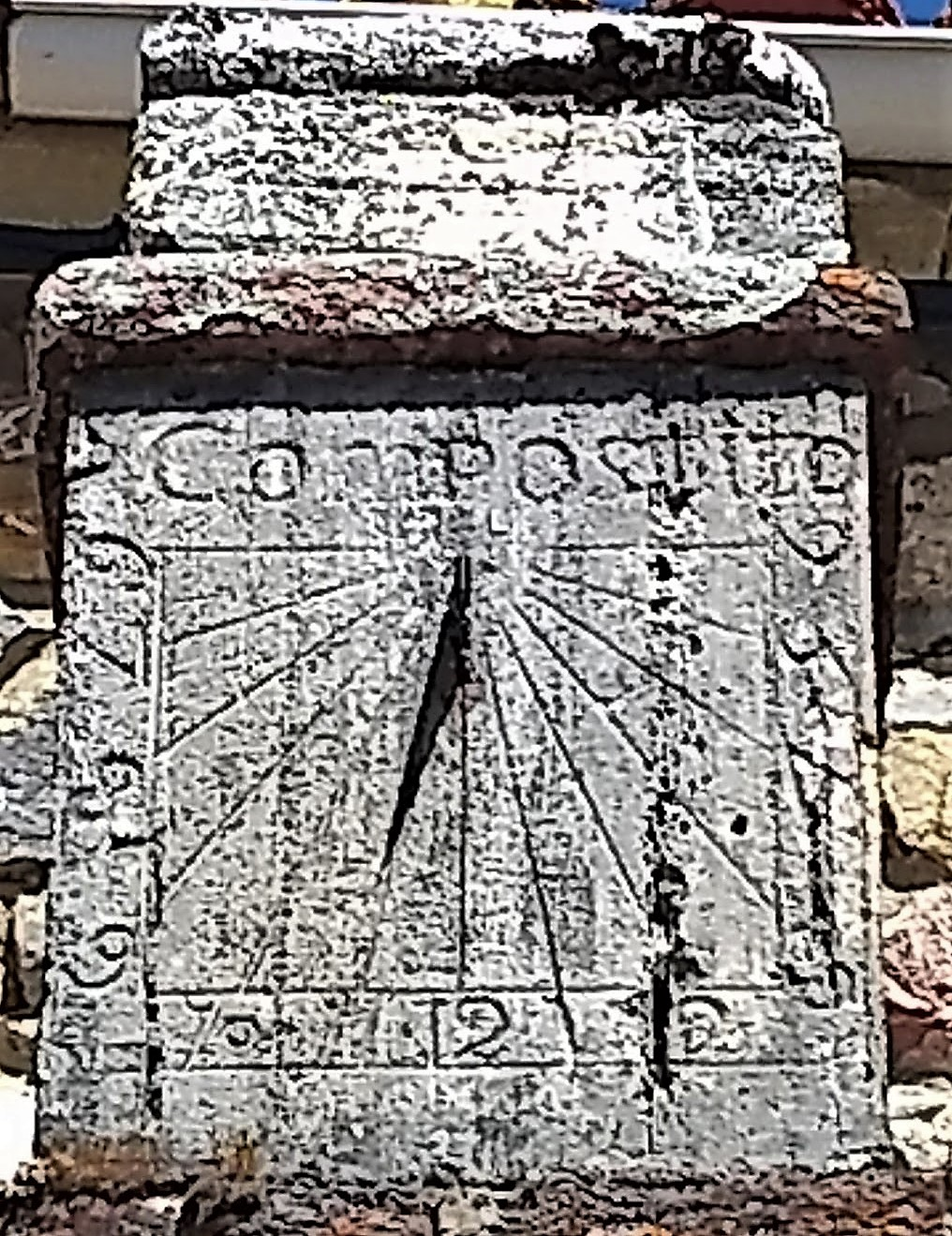
Reloj de Sol. Iglesia.

Ermita de las Nieves. Es del siglo XVIII, de tres tramos separados por arcos de medio punto que apoyan en pilastras; la entrada es un arco de medio punto entre pilastras que continúan en la espadaña; retablo churrigueresco.
Ermita de Pegaruas. En el camino a Iyarga y La Cervatina. Próxima a un área recreativa. En su entorno existieron caseríos con población.

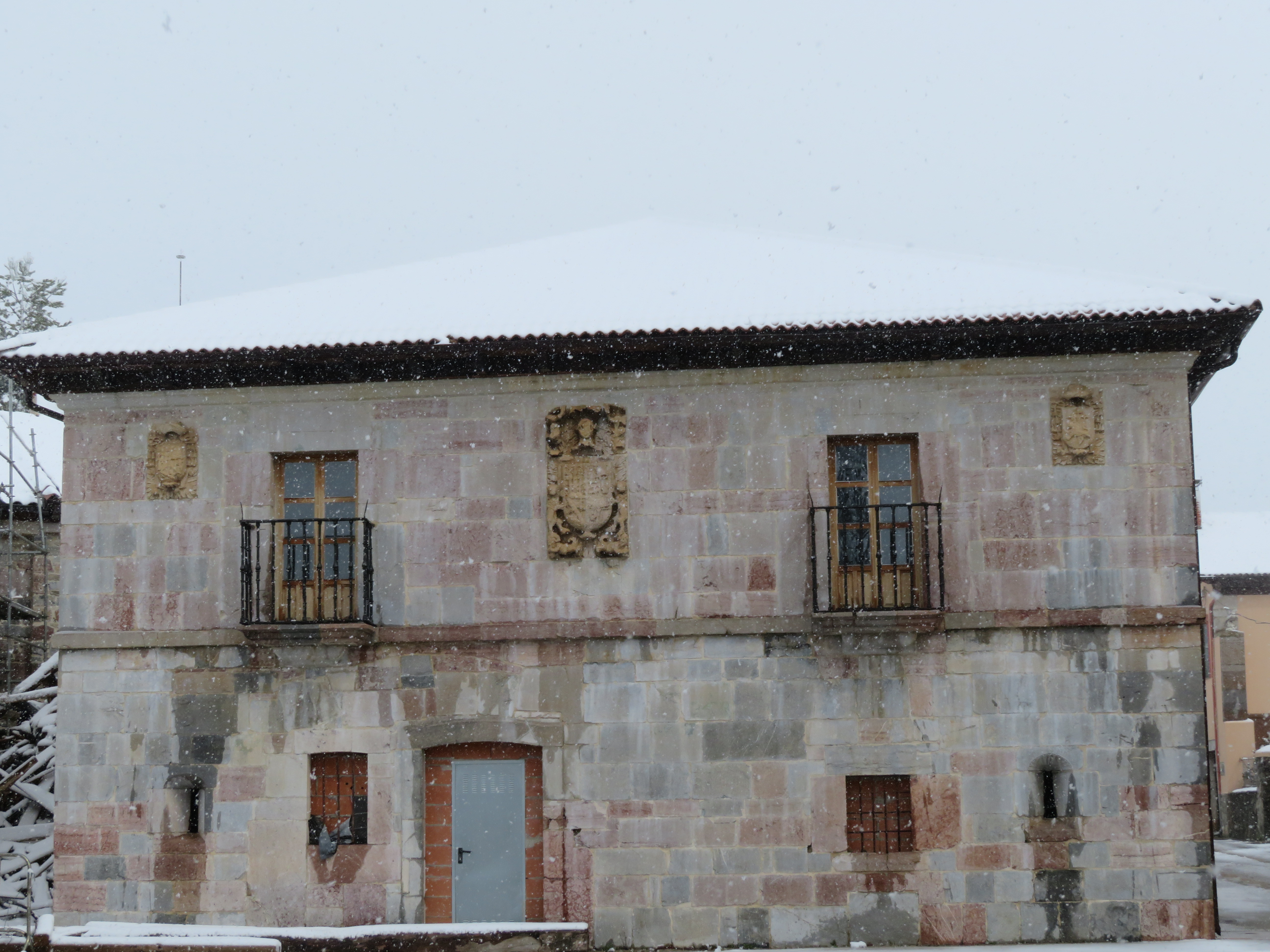
Casona. Plaza mayor.

Casona blasonada, en la plaza mayor. Ejemplo de inmueble señorial del siglo XVIII, declarada Bien de Interés Cultural. A finales del 2009 y principios del 2010 fue derribada para la construcción de un futuro hotel; la Junta de Castilla y León abrió expediente sancionador. La fachada fue reconstruida piedra a piedra pues la Dirección General de Patrimonio había prohibido su demolición; el daño puede ser irreparable.

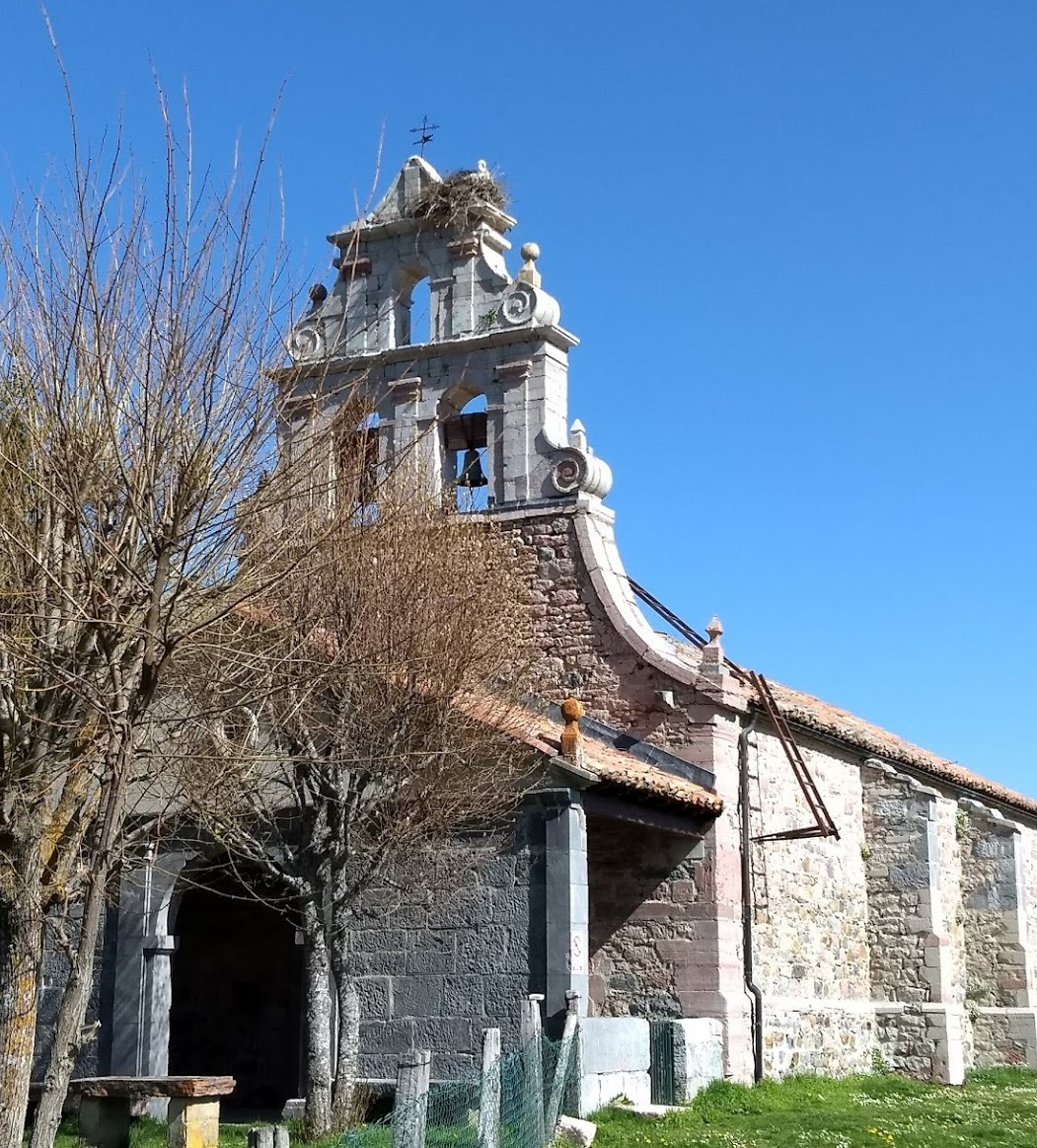
Ermita Virgen de las Nieves

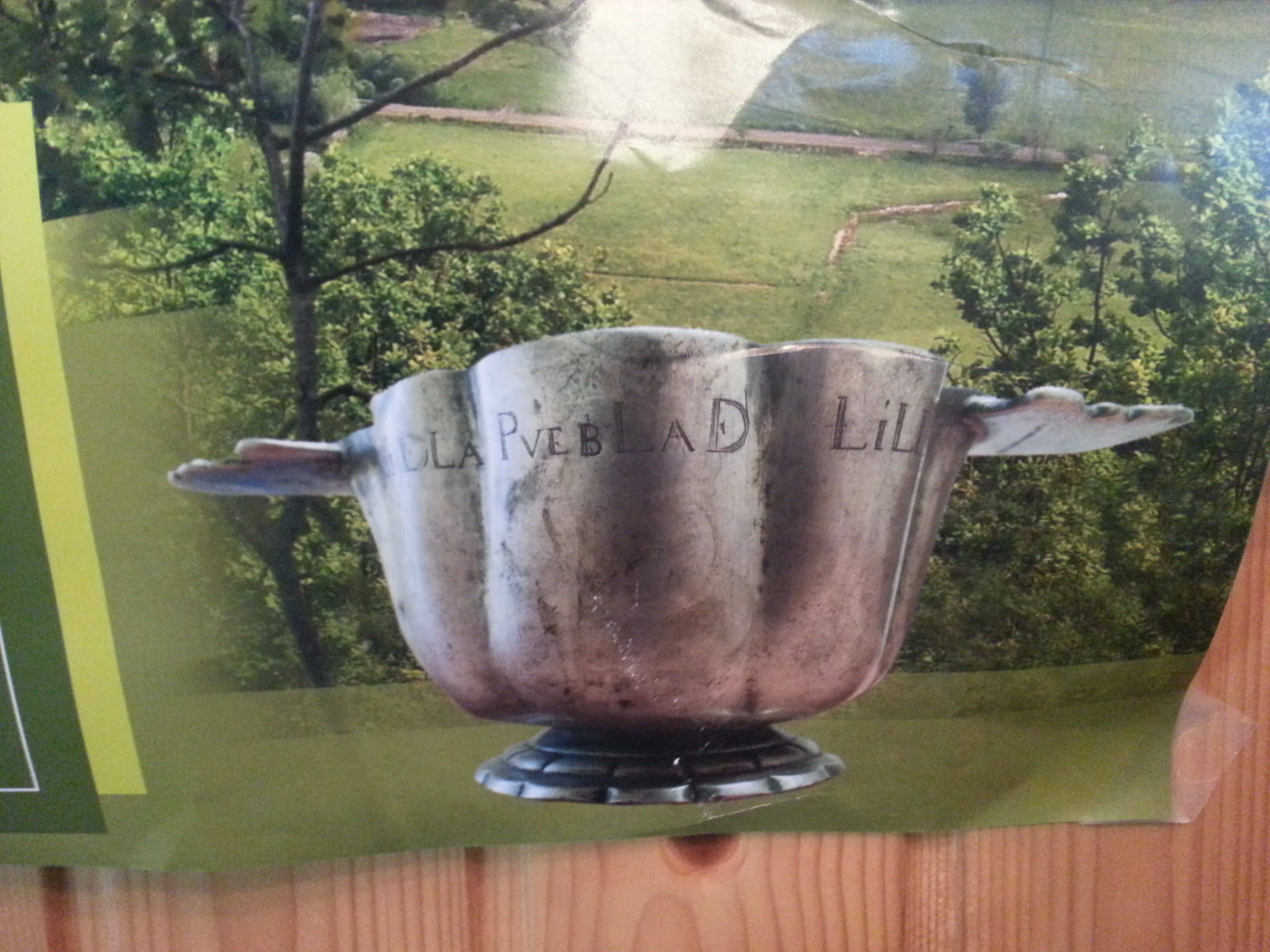
Recreación copa concejil

Recientemente se ha recreado una copa concejil como las existentes en los concejos leoneses para las votaciones. El concejo es la institución encargada del gobierno y administración local de los pueblos de esta montaña leonesa. Para convocar a concejo hay un toque especial de la campana de la iglesia; Para el gobierno de la villa existían las ordenanzas que  "reflejan un alto nivel de fiscalización de todos los aspectos de la vida de la comunidad rural, tanto los de marcado carácter económico como los sociales e ideológicos."  No se conservan las de Puebla de Lillo pero sí las de Cofiñal y Pallide.

### Patrimonio inmaterial

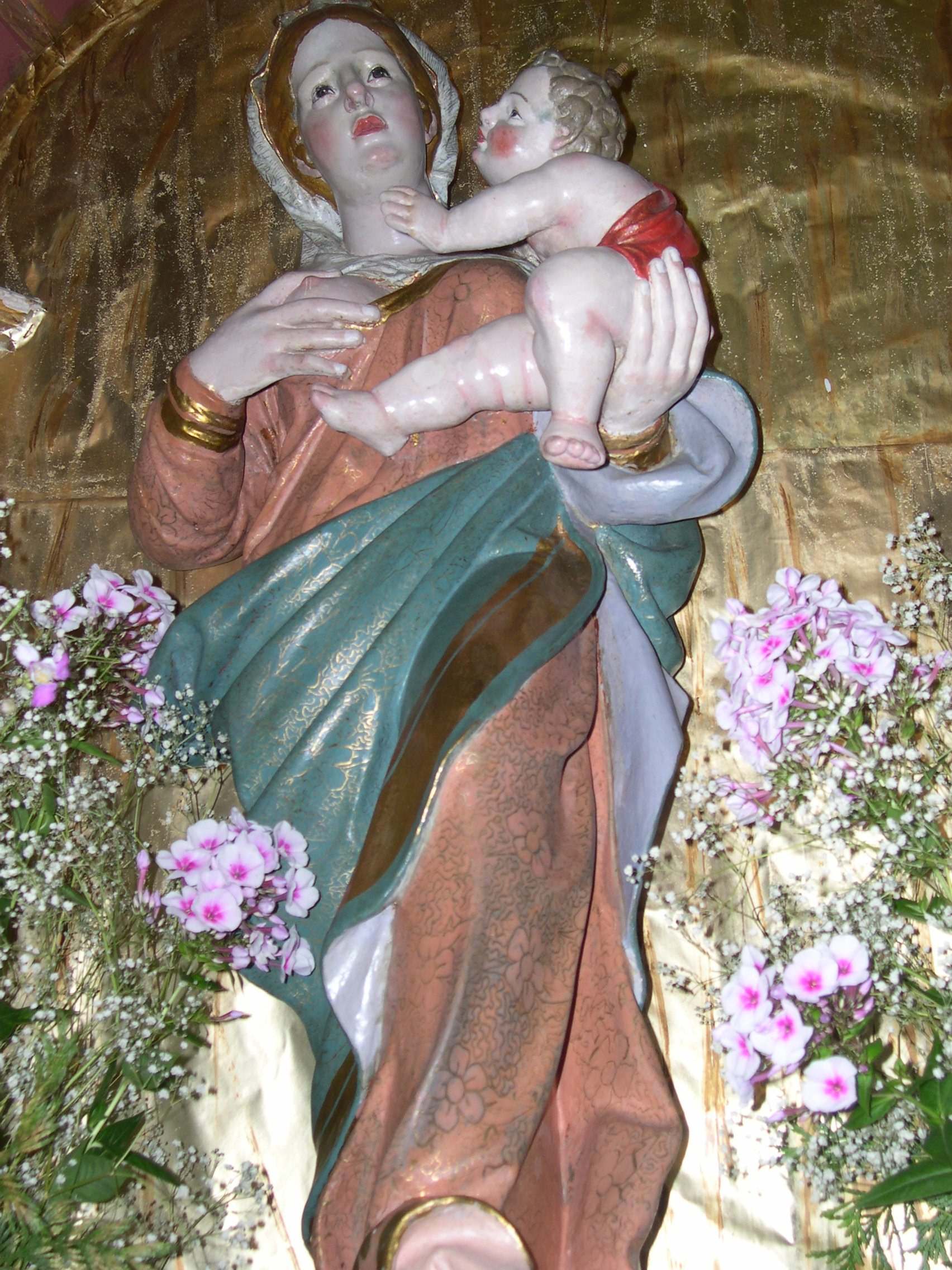
Virgen de las Nieves

#### Toques de campanas
Las dos campanas de la espadaña de la iglesia parroquial de San Vicente han servido de comunicación a los vecinos de Lillo.
Las campanas han marcado el ritmo de la vida de los pueblos, además de convocar a los actos religiosos, distinguiendo sus toques los días festivos (volteo). domingos y laborables; su silencio en Viernes Santo y sus toques a Gloria el Sábado Santo. Repican durante las procesiones. Las campanas dan la triste noticia del fallecimiento de vecinos, los acompañan en su despedida, "lloran por ellos". Si el fallecido era un menor se tocaba "a gloria" Suenan en los bautizos y en las bodas. Convocan de urgencia, toque de " a rebato", ante una desgracia o catástrofe que requiere la ayuda y participación de toda la vecindad; lo más frecuente fuego en montes e incendios de viviendas. Llaman a hacendera, veceras y concejo. Ahuyentan la tormenta ("tente nube").
Cuenta la leyenda que el rey Felipe II trajo a España a un grupo de holandeses expertos en la fundición de campanas para que llevaran los ecos del cristianismo hasta el último rincón de la Península.
En cada pueblo había un campanero que con arte hacía tañer las campanas según su propósito. Tenía un joven aprendiz
La Unesco declaró em noviembre de 2022 el toque manual de campanas como Patrimonio Cultural Inmaterial de la Humanidad. 
Martínez Montero, codirector del ‘I Congreso Nacional de relojes, campanas y arte sonoro en el noroeste peninsular" celebrado en León en enero de 2023, dijo que los toques de campanas "con un amplio repertorio de formas y de técnicas, tanto en el ámbito religioso como civil, han regulado multitud de aspectos de la vida afectiva, y por supuesto de la vida cotidiana y laboral en todo el territorio español. Cuando se tocaba a misa, cuando había repiques el domingo, cuando se tocaba el ángelus, el Ave María, el toque de las almas, el aviso de fiesta mayor, el toque de arrebato y por supuesto en los malogrados entierros con todo tipo de señales que evidenciaban la llamada a este tipo de eventos de cariz funerario, han marcado la vida y la historia de nuestros pueblos"
En 1991, en Segorbe (Castellón) se celebró el I Congreso Internacional de Campaneros de Europa en sus conclusiones se considera "que las campanas constituyen el más antiguo instrumento musical comunitario; cualquier modificación, electrificación, refundición o silencio nos priva de la música más emotiva, de aquella que nos fue legada por nuestros antepasados, y que debemos transmitir, conservando y mejorando su belleza, a las futuras generaciones”

#### Concejo
Se convoca mediante un toque especial de la campana mayor de la iglesia parroquial.
Conviene destacar "la importancia que tuvo para las comunidades rurales leonesas el desarrollo y conservación de un sistema de gobierno y de gestión local dominado por la presencia participativa de la comunidad en las asambleas concejiles, desde las que se autogobernaban y de donde emanaban las normas fundamentales en su desarrollo y funcionamiento".
El concejo abierto se asienta sobre tres pilares: la convivencia, como bien supremo ; la libertad, como régimen democrático de autogobierno; y el colectivismo en lo laboral. Las mujeres no tenían acceso antiguamente a las reuniones del concejo.
Un concejo disponía de enseres como la copa concejil, el pendón, el arca para guardar con dos o tres llaves, la copa de las votaciones, Las ordenanzas, los libros de actas y de cuentas, el bastón o vara de mando, el sello de herrar o marcar el ganado de los vecinos del concejo.
Tradicionalmente los vecinos se reunían en concejo abierto los domingos, en el pórtico de la iglesia, "la portalina", y su asistencia era obligatoria, con multa para el que no acudiera.
Gran importancia, por el clima duro en el invierno, tenía la organización para aprovisionar a los vecinos de la leña necesaria, decidir en qué monte se cortaba, fechas, y establecer las denominadas "suertes", trozo del bosque y árboles, donde cada vecino podría cortar los árboles previamente marcados. Además habría que proveer de la leña precisa al cura, a los maestros, al médico, al veterinario y a los guardias civiles.

#### Ordenanzas concejiles
Regulaban todos los aspectos de la vida de la localidad y de sus habitantes.
De esta montaña leonesa tan solo se conservan, como se ha dicho, las de Cofiñal de 1773 que costan de 80 artículos, Pallide y Burón.

#### El pendón

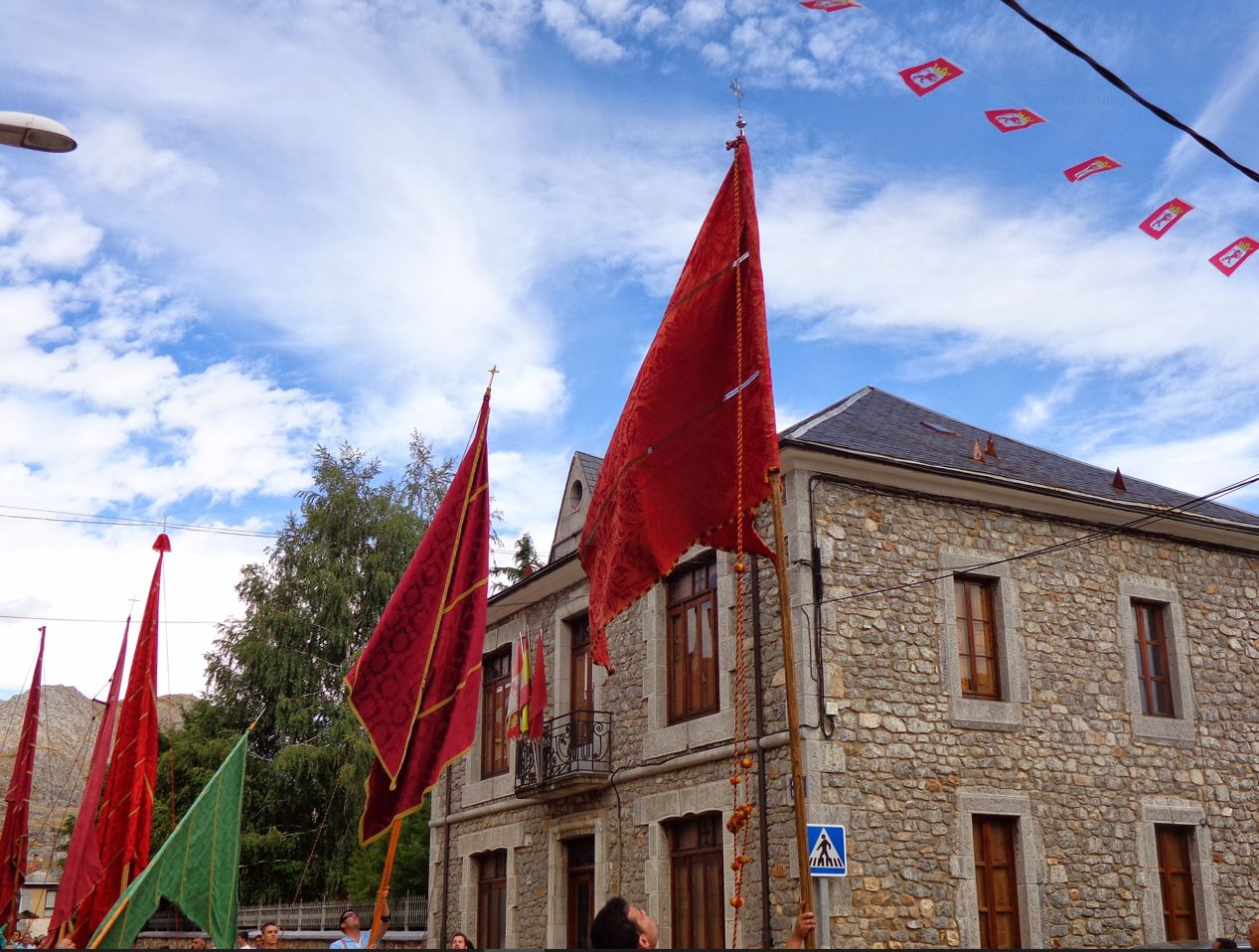
Pendones.2013.5 de agosto. Las Nieves.

Son los pendones del antiguo Reino de León. Representan a la localidad en fiestas y romerias. Su origen en la Edad Media está ligado a la Reconquista y dada la especial organización de los ejércitos cristianos.
Se mantienen como elementos señeros de la identidad leonesa. "Son, afirma A. Barreñada, un elemento de identidad de los pueblos y las tierras de León, que mantienen viva en su tradición la historia no escrita de las comunidades campesinas, diferenciándose de otros símbolos, enseñas, en virtud de un especial carácter totémico afirmado en los valores sociales y culturales de la institución concejil leonesa. Los pendones de nuestros pueblos son uno de los elementos más característicos de la cultura leonesa, y posiblemente una de las señas de identidad que de forma más emotiva y directa establece el sentimiento de unidad como pueblo.
Constan de una gran vara o mástil acanalado, de madera, proporcionado en tamaño al pendón que ha de llevar. Además de una tela de seda o damasco que identifica al pendón del pueblo en cuestión. Dicha tela suele estar dividida en franjas horizontales (hasta 10) que combinan varios colores, siendo los más habituales el rojo y el verde. El color blanco y el azul está más vinculado a lo religioso.
En 1980 con motivo del 50 aniversario de la coronación de la Virgen del Camino como Patrona de la Región Leonesa, la Institución "Fray Bernardino de Sahagún", de la Excma. Diputación de León, llevó a cabo una amplia campaña en favor de los Pendones.
La Asociación Cultural "Pendones del Reino de León" desde finales del 2004 lleva a cabo una extraordinaria labor de investigación, divulgación, promoción y eventos.

#### Hacendera
La hacendera se basa en la solidaridad vecinal en beneficio del común. Es una institución concejil que obliga a todos sus miembros de pleno derecho. El presidente de la junta vecinal del pueblo indicaba a cada vecino las herramientas que debía aportar, carro, animales, etc, y coordinaba los trabajos. Antiguamente la junta  aportaba un pellejo de vino tinto para acompañar  las comidas de los vecinos. No acudir implicaba pagar una multa.
Los trabajos más frecuentes eran: arreglar los caminos, la traída del agua potable, limpiar ríos, arroyos, y zanjas de riego; en invierno era fundamental quitar la nieve, espalar, de las principales calles y dejar expedita la carretera entre los pueblos. También la construcción-reparación de la casa del maestro y de la maestra, del médico, del cura, del nuevo cementerio, con el traslado, a veces, de huesos del antiguo como se hizo en Cofiñal.

#### Vecera
Conjunto de animales de una misma especie que se llevaban a pastos comunales bajo el cuidado de un vecino; se hacía de forma rotatoria, las veces y días que tocaban según el número de animales de los que fuera propietario.
Solía ser de cabras y ovejas a veces también de novillas.

#### El hilandorio
Era una reunión espontánea, vecinal, lúdica, preferentemente invernal y nocturna; se realizaba después de alimentar y ordeñar al ganado, cenada la familia y acostados los niños, en casa de algún vecino, sentados en los escaños, alrededor de la lumbre, ahorrando así leña el resto de familias.
Procede del leonés filare, hilar. Es conocido también como filorio, filanderu, filandar, fiandón, hilorio, hilandón, hilandar, hila o jila. Según las comarcas tiene un nombre. En Valporquero filanderos, filorio; en Tierra de la Reina hila; en Sahagún hilorio, filandón, hilandón; en Valencia de Don Juan hilorio; en La Bañeza filadero; en La Maragatería y Órbigo filandón, etc. Hilandorio no lo recoge el diccionario de la RAE, sí filandón.
Es muy propio de toda la Región Leonesa.
Las mujeres hilaban la lana de las ovejas y los hombres hacían pequeños trabajos manuales. Se contaban mientras historias, algunas reales otras inventadas, algunas de la vida cotidiana otras de leyendas; los pastores contaban historias de lobos. Se narraban, cuentos, adivinanzas, “cosillas”, se cantaban rimas, sobre todo si alguien tocaba algún instrumento musical, se contaban chistes, cotilleos. Podía derivar en baile abierto.
En esas reuniones se encuentra el origen de la tradición literaria leonesa. La cultura oral pasaba de abuelos a hijos y nietos;
cumplían una importante labor de socialización y de trasvase generacional de la cultura.
Estas reuniones han sido declaradas Bien de Interés Cultural por las Cortes Autonómicas el 8 de junio del 2010 y a la vez pedían su inclusión dentro del Patrimonio Cultural Inmaterial de la Unesco.
Ha sido elegido en segunda posición como uno de los 10 Tesoros del Patrimonio Cultural Inmaterial de España, en una campaña impulsada en internet por el Bureau Internacional de Capitales Culturales.
El hilandorio comenzó a desaparecer con el inicio de la radio para escuchar las noticias de la noche, "El parte", (reminiscencias de la guerra civil, cuando era obligatorio para todas las emisoras la conexión con Radio Nacional); esto separaba a los hombres, mientras las mujeres seguían con la hila al pie de la lumbre.
La televisión finalizó con estas tradiciones sociales de los pueblos. El berciano Chema Sarmiento hizo en 1984 El Filandón, un film mítico.
Actualmente se está poniendo en valor esta costumbre adaptándola a los nuevos tiempos, formas de comunicación, gustos y cultura.

#### Oficio de tinieblas. Matracas. Carracas
Los evangelistas narran la muerte de Jesús en la cruz. San Lucas, el más explícito, dice: ”era ya como la hora sexta (11h) y las tinieblas cubrieron toda la tierra hasta la hora de nona (15h). oscurecióse el sol..." En los oficios del Viernes Santo, no hay misa, leído el anterior pasaje del evangelio se hace la oscuridad y durante largo rato suenan las matracas y las carracas; es una especial forma de orar. Entre las 11 de la mañana y las tres de la tarde de Sábado Santo se hacían sonar las matracas para convocar a los fieles a los actos religiosos;la Iglesia prohibía los sonidos metálicos por ello sonido de las carracas acompaña la procesión.
La tinieblas finalizan con la Resurrección; por ello en la misa de Sábado Santo irrumpen con fuerza y alegres sonidos el toque de las dos campanas "a volteo" en la espadaña de la iglesia parroquial. Se pone un ramo en la torre de esa iglesia.

#### Lucha leonesa
Denominada como aluche la Real Academia Española define la lucha leonesa diciendo que es una "pelea entre dos en que, agarrando cada uno al contrario con ambas manos de su cinturón de cuero, procura dar con él en tierra, conforme a determinadas reglas. Es diversión popular."
Las mañas son las estrategias de los combatientes para derribar al contrario y llevarlo al suelo. consiguiendo una o media caída.
Se lucha descalzo, sin calcetines. Se viste pantalón corto y camisa corta también. El cinturón de cuero tiene 2 cm de ancho.

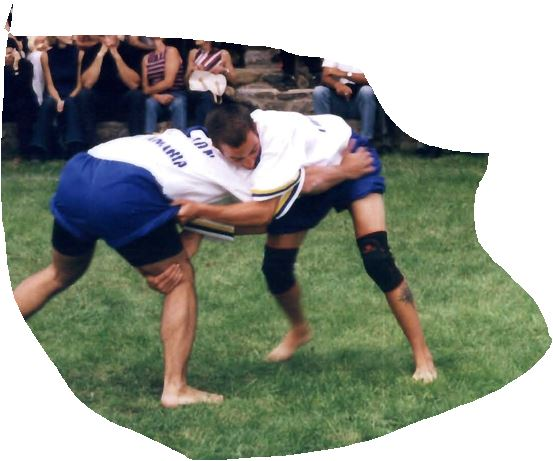
Aluche. Fiesta de la patrona. 2010.

Los luchadores deben vestir un pantalón corto y una camiseta corta. No pueden usar calzado y se obliga a luchar sin calcetines. Característicamente llevan un cinturón de cuero de 2 cm de ancho. Este cinturón se coloca en la cintura rodeándola toda, por encima de la cadera, de modo que pueda ser fácilmente agarrado por el adversario.
Hay 6 categorías (benjamínes, alevines, infantiles, cadetes, juveniles y sénior).
Cada una de estas categorías tiene tres pesos: (ligeros, medios y pesados) a excepción de la categoría de sénior que tiene (ligeros, medios, semipesados y pesados)
La categoría femenina es a partir de cadetes y tiene tres pesos ligeros, medios y pesados.
Siempre ha habido luchadores famosos del municipio. Se fomentaba la rivalidad entre "la montaña" y "la ribera".
En las fiestas no falta el corro de aluche. La afición y práctica sigue viva.

#### Juego de Bolos
Bolos leoneses es un juego individual, por parejas que también puede disputarse en equipos de cuatro componentes. El juego se compone de nueve bolos de forma troncocónica de 550 mm de largo, 100 mm de diámetro en la base y 40 mm en su parte alta. Además también hay un bolo que se llama miche de 300 mm de alto, 70 mm de diámetro en la base y 30 mm en su cabeza. Las bolas no son esféricas, están partidas por en medio, semiesféricas, fabricadas de madera dura. Se lanza la media bola de madera desde un cuadrado con el objetivo de que pase entre el miche y el cincón sin que llegue a tocar la línea complementaria.
Para que una bola sea considerada como válida debe de atravesar el castro o tirar algún bolo.
Sólo se practica ya en Cofiñal en verano. Pocos conocen su reglamento y menos aún echan una partida alguna vez. Las instituciones locales, provinciales y autonómicas centran su apoyo en la lucha leonesa. La Federación de Deportes Autóctonos de Castilla y León organiza campeonatos a fin de evitar la muerte de esta actividad deportiva.

#### Juego de la Hita
Este juego es muy poco conocido en España por este nombre, se suele llamar de la chita, tángana, tanga y más. Consiste en "arrojar tejos o discos de hierro contra un pequeño cilindro de madera, llamado tango, tanga o tángana, sobre el que se han colocado las monedas apostadas por los jugadores. El jugador que logra derribar la tángana (hita, chito), se lleva todas las monedas que han quedado más cerca del tejo que de la tángana. Los siguientes arrojan su tejo y ganan las monedas que se hallen más cerca de él que de la tángana". Cuando más se solía jugar era en los días del triduo de Semana Santa. Actualmente por las fiestas.

### Leyendas
Polma y Curienno. Basada en El león de España, 1586, de Pedro de la Vecilla Castellanos.
Polma, doncella astur, y Curienno, joven celta, se amaban; el cónsul romano Canioseco se enamora de ella y se casa con ella; Curienno la libera la noche de la boda y huyen a las altas montañas de Cofiñal; perseguidos por los romanos, cuando iban a ser atrapados, da muerte a su amada evitando así su captura y huye siendo asesinado en las montañas del otro valle, Vegarada. Las jadas convierten sus charcos de sangre en fuentes del río Porma y Curueño, que terminan abrazándose en Ambasaguas
Mampodre (en latín, man podare: ‘manos cortadas’). Los romanos para someter a los cántabros y astures les cortaban las manos para que no pudiesen empuñar más las armas contra ellos.
Lago Ausente. Para los pueblos prerromanos y para los romanos los lagos eran lugares sagrados y muy posiblemente en algunos de ellos se efectuaron actos religiosos y sacrificiales. La inscripción latina de una lauda sepulcral encontrada en las proximidades de este lago avala esta posibilidad. En la mitología medieval los lagos suelen estar habitados y guardados por seres fantásticos y en sus entrañas guardan tesoros fabulosos.
Dos son las leyendas relacionadas con este lago. Una dice que el pozo brama cuando el mar se enfurece, ya que el lago en realidad está unido al mar mediante un brazo de agua subterráneo. Otra cuenta que una joven labradora volvía del campo con su carro de vacas, pero tuvo la mala fortuna de caer al lago y desaparecer bajo las aguas. En un último intento por salvar la vida, la joven alargó la mano e intentó agarrarse a la tierra. La tradición asegura que del lugar donde la labradora puso su mano en un último intento para salvarse, brotó la fuente de los cinco manantiales, También hay quien asegura haber oído en las noches de luna llena los gritos y lamentos de la desafortunada joven, que proceden de lo más hondo del lago.
Lago de Isoba. Unos peregrinos a Santiago llegan a Isoba; buscan posada para la noche pero nadie los atiende, solo el cura y la que todos conocían por «la pecadora»; esta, para cenar les da la única vaca que tiene y cuando se van, sus huesos, esparcidos por el corral, se convierten en vacas, siendo así premiada. Los vecinos se meten con ella, le roban las vacas; enterados los peregrinos, uno de ellos mirando al pueblo dice «¡Húndase Isoba, menos la casa del cura y la de la pecadora!». Las aguas inundan el pequeño valle donde estaba el pueblo surgiendo así el lago.
La Celadilla. En el siglo VIII el árabe Tejón conquistó con sus tropas esta zona y construyó el castillo denominado Castil-Tejón. Los habitantes se sublevaron a veces, siendo derrotados siempre, por lo que cambian de actitud con él esperando astutamente el momento oportuno; pagan sus impuestos, le agasajan, se ganan su confianza; Este sale de su castillo, se relaciona con la gente, rebaja su escolta al adquirir confianza y sentirse tranquilo. Un día acepta la invitación para participar en la celebración de una boda y va solo con su escudero. Un grupo de montañeses está esperándole, agazapados en un recodo del camino; el rebote de una piedra le pone en alerta y dice: «cela mi caballo que hay traición». No pudo decir más pues una piedra le rompió la cabeza. Por la celada que al moro le tendieron ese lugar paso a llamarse La Celadilla.

### Patrimonio inmaterial

#### San Vicente Mártir y Santo Tirso. Los patronos

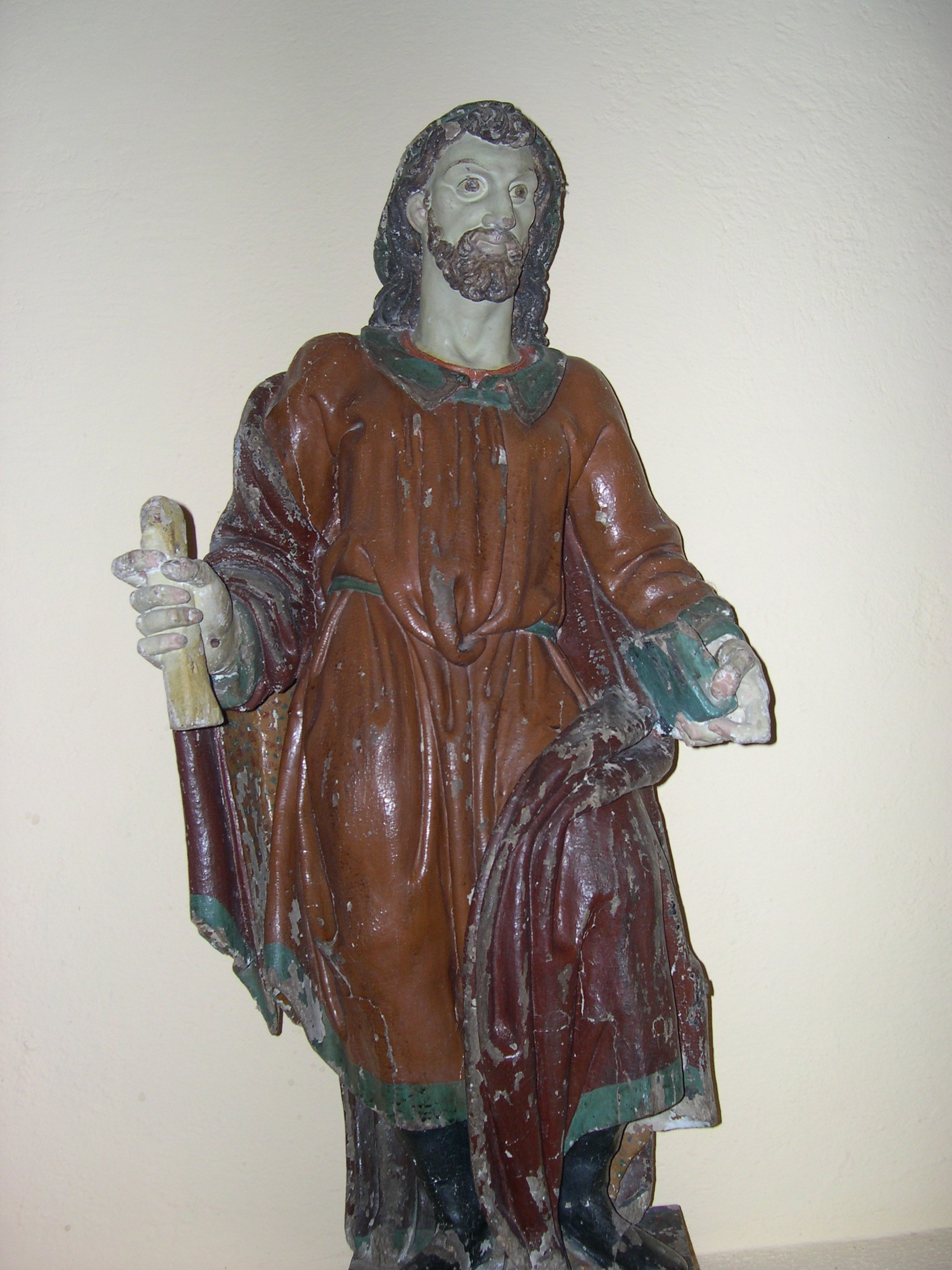
San Tirso en la ermita de Las Nieves .2004.

Fiesta que ha regresado a la localidad del Alto Porma en 2022, el último fin de semana de enero, por el trabajo de un grupo de personas jóvenes que formaban la comisión de fiestas.

#### Las Nieves
Del 29 de julio al 6 de agosto. El día grande es el 5 de agosto, festividad de la Virgen de las Nieves, con procesión de su imagen desde la iglesia parroquial de San Vicente, donde ha permanecido durante la novena, a su ermita; allí hay una misa solemne.
Después de la pandemia se ha dado un gran impulso a estas fiestas. Al coincidir con época veraniega y por su altitud, 1144 m, con un clima muy agradable, es mucha la gente que pasa estos días de vacaciones en el municipio; descendientes de él, familiares, veraneantes y turistas.
Son nueve días repletos de actividades pensadas para todas las edades. Los festejos comprenden música en directo, gastronomía, mercado medieval, deporte, humor, juegos y verbenas. en especial el día grande, el 5 de agosto, y también el 6.
El Festival de Charangas llena de música en vivo las calles. Los pendones típicos de los pueblos de León tienen un colorido desfile; el de Gigantes y Cabezudos con antorchas pone la nota de humor.

#### Romería de Pegaruas
En Pegaruas existió un pequeño núcleo poblacional. Había un grupo de caseríos que aprovechaban los pastos de la zona. Se pueden apreciar las ruinas y se mantiene en pie la ermita de la Virgen que lleva su nombre.
A mediados del mes de agosto se celebra en este sitio una romería, que organiza la Asociación Pegaruas. Fundamentalmente es un día de relax en un espacio privilegiado; de convivencia entre quienes en esa fecha están de descanso en el municipio, vecinos, veraneantes y quienes disfrutan de unos días de vacaciones.
Se celebra una misa de campaña, comida campestre, música y baile.
Antiguamente eran mayoría los jóvenes, quienes llegaban a pie por la ruta de la Peña del Águila.
La asociación rinde ese día homenaje a personas o instituciones del municipio o con especial incidencia su trabajo y actuaciones en el mismo, en especial a favor de las personas que en él habitan.

#### Carnavales
Recuperados a principios de los años vente del XXI por un grupo de jóvenes entusiastas, empeñados en dar vida a las antiguas tradiciones, usos y costumbres, y adaptarlos a los nuevos tiempos, gustos y cultura.

### Ferias

#### Concurso-exposición de Ganado de Montaña

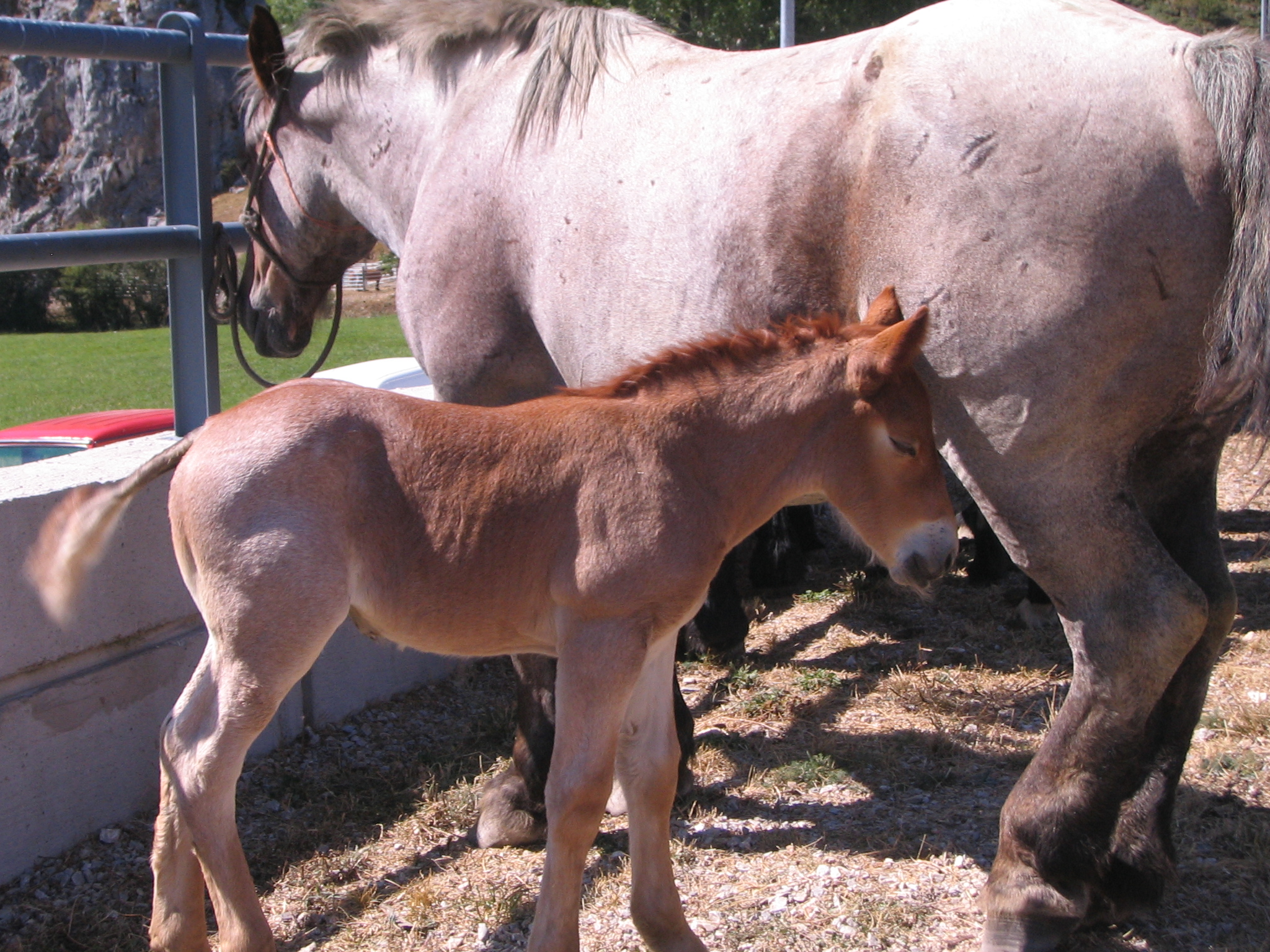
Feria. Septiembre 2009.

Se celebra a mediados de septiembre. Antiguamente era la feria cuyo objetivo principal era vender ganado antes de empezar los rigores del invierno.
Declarado de interés provincial.

#### Jornadas Gastronómicas de la matanza, feria de esquí y ocio
Tienen lugar el penúltimo fin de semana de noviembre. El programa comprende la matanza del cerdo, que será subastado, la parva, taller artesanal de quesos, exhibición de lucha leonesa, homenaje a persona singular del municipio que destaca por sus valores cívicos. Los restaurantes ofrecen todos el mismo menú con productos del cerdo.

### Jornadas Micológicas

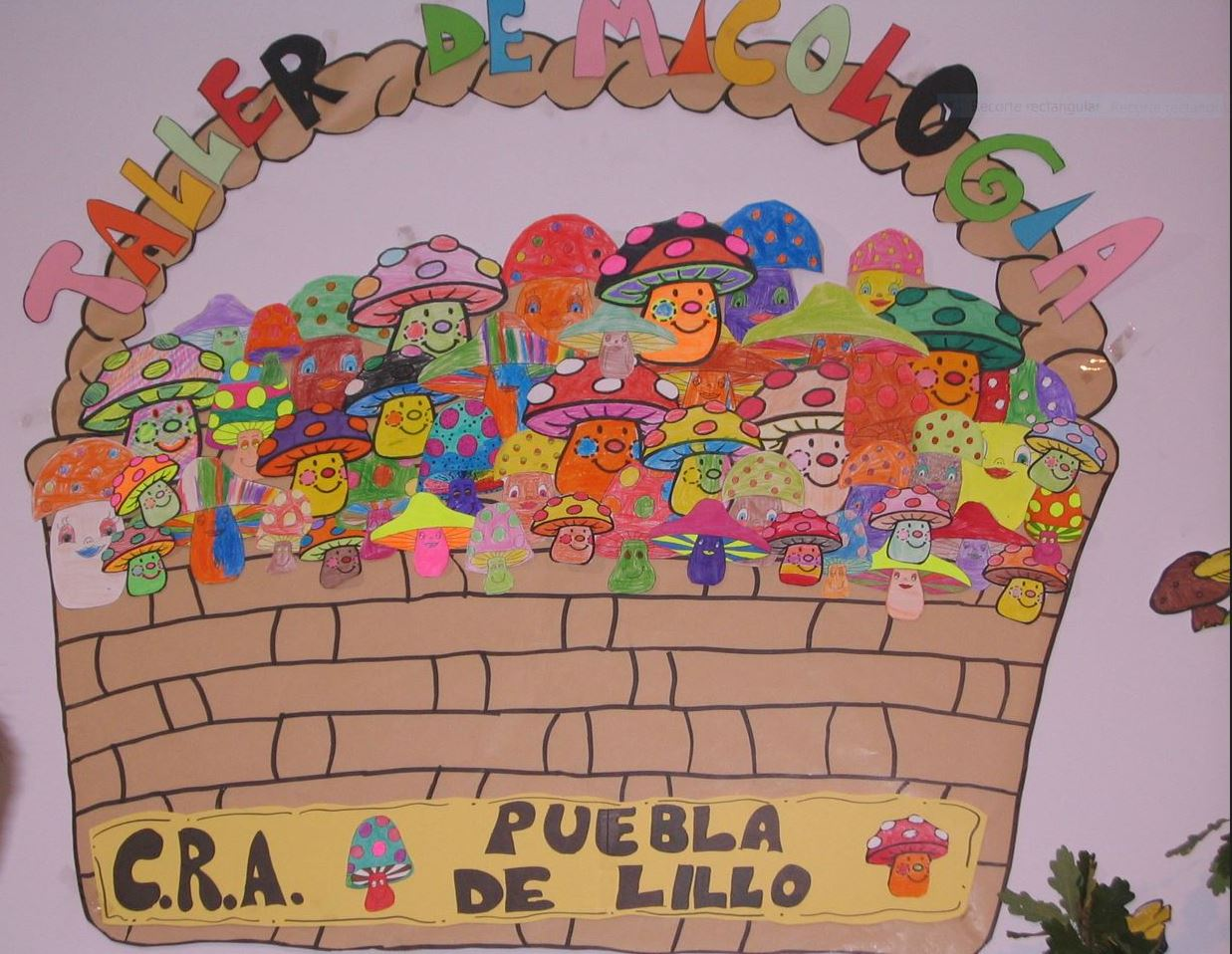
Taller de micología. Colegio Susarón..Puebla de Lillo.

Se suelen celebrar el segundo fin de semana de octubre organizadas por la Asociación Micológica Alto Porma con la colaboración de la Junta Vecinal, Casa del Parque, Ayuntamiento y restaurantes y bares de todo municipio, con menús y tapas de recetas con setas autóctonas. Hay salidas al campo para recoger setas; son organizadas y supervisadas por expertos; depositadas en los locales de la Casa del Parque se procede a su clasificación, se etiquetan con su nombre científico y vulgar; también se distinguen las comestibles, las no comestibles y las tóxicas y peligrosas.
Se completan las jornadas con conferencias.
El Colegio Rural Susarón organiza talleres con sus alumnos que propician su acercamiento al mundo de la micologia.

## Deporte
Desde 2015 se viene realizando en los montes de la localidad la carrera por montaña «Trail X Debra», de carácter solidario.

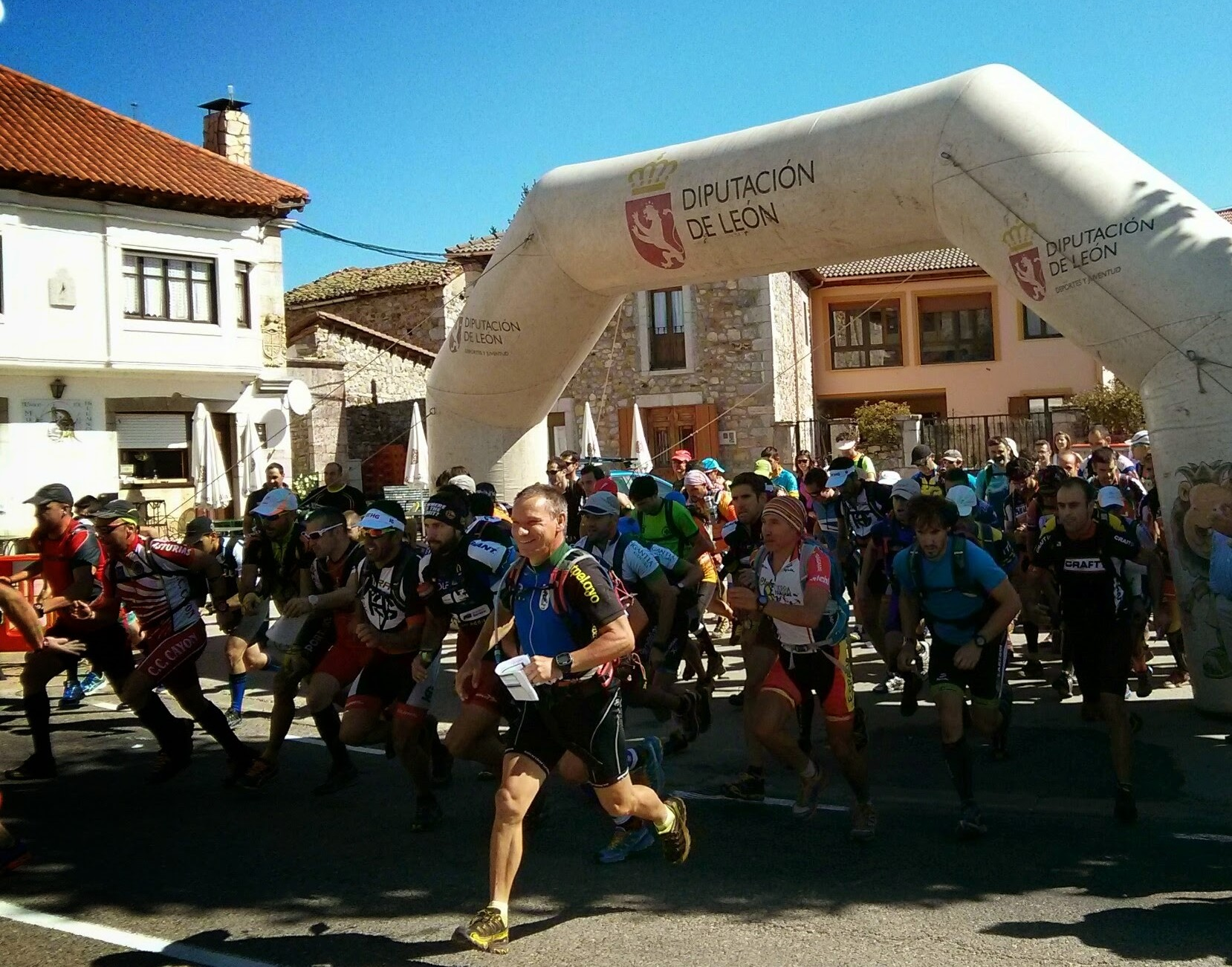
Salida Trail. Agosto 2014

Hay diversas rutas de senderismo señalizadas.

### Estación de esquí de San Isidro
Fue parte de un proyecto surgido en los años 60 del siglo XX para crear dos centros invernales, en San Isidro y en Tarna.
En Tarna se instalaron dos remontes que se han ido abandonando.
En San Isidro, con dificultades debido a las deficientes comunicaciones, se instaló el primer remonte en los 60 y se construyeron los primeros edificios. En 1972, la Diputación instaló el telesquí de Salencias I; en 1973, el telesquí de debutantes y La Raya. 1974 es el año de la inauguración oficial de la estación y se instaló el primer telesilla. En años posteriores se construyeron los telesquíes de Salencias II y de Las Piedras. En 1980 se instaló el primer telesquí de Riopinos, se alargó el de Cebolledo y se planteó alargar el de Requejines.
En abril de 2011 se licitó por la Diputación de León el nuevo tendido eléctrico que permite un correcto funcionamiento de los cañones innivadores. El Gobierno del Principado de Asturias negocia la conexión a esa línea de su estación Fuentes de Invierno.